# Região Metropolitana de Aracaju
A Região Metropolitana de Aracaju (RMA), também conhecida como Grande Aracaju, foi criada pela Lei Complementar Estadual nº 25, de 29 de dezembro de 1995, e é composta pelos municípios de Aracaju, Barra dos Coqueiros, Nossa Senhora do Socorro e São Cristóvão. Tem, como sede, o município de Aracaju, a 19ª capital mais populosa do Brasil. A RMA possui uma população estimada de 961.120 habitantes, e concentra mais de 40% da população do estado de Sergipe. Possui, também, a quarta maior densidade demográfica entre as regiões metropolitanas das capitais estaduais brasileiras, superada apenas pelas áreas metropolitanas de São Paulo, Rio de Janeiro e Recife.
A região compreende os mesmos municípios que a antiga Microrregião de Aracaju, extinta pelo IBGE em 2017.
Foi a Metrópole Estadual (Capital Regional A) do Nordeste Meridional que mais cresceu na última década, e, junto com João Pessoa e São Luís, teve o maior crescimento demográfico metropolitano dentre as capitais da região Nordeste. Das menores capitais-metrópoles litorâneas que apresentaram maior expansão na última década, é a única que com menos de um milhão de habitantes na zona metropolitana. Sua área de influencia se estende do sudeste alagoano até o nordeste baiano.
A população de Aracaju e regiões limítrofes vem crescendo aceleradamente, devido à migração de pessoas provenientes de outros municípios de Sergipe, especialmente de áreas rurais, bem como de outros estados da Federação, especialmente de cidades do norte e nordeste da Bahia, como Paulo Afonso, Jeremoabo, Paripiranga, Entre Rios e Alagoinhas, por serem municípios que têm tido maior proximidade econômica com o estado de Sergipe.
Ademais, apresenta-se um novo e importante eixo de integração interiorizado com o pólo de Juazeiro-Petrolina, que se localiza na divisa entre os estados da Bahia e Pernambuco, principalmente no que concerne ao escoamento econômico pela BR-235.

## Municípios
| Município                | Legislação  | Área (km²) | População | PIB em R$ (2008) | IDH (2010) | Distância a Aracaju (km) |
| ------------------------ | ----------- | ---------- | --------- | ---------------- | ---------- | ------------------------ |
| Aracaju                  | LCE 25/1995 | 174,053    | 672.614   | 6.946.347.867    | 0,770      | -                        |
| Barra dos Coqueiros      | LCE 25/1995 | 91,101     | 31.439    | 228.948.467      | 0,649      | 3 km                     |
| Nossa Senhora do Socorro | LCE 25/1995 | 157,515    | 187.733   | 1.025.106.899    | 0,664      | 8 km                     |
| São Cristóvão            | LCE 25/1995 | 437,437    | 90.072    | 413.952.834      | 0,662      | 26 km                    |
| Total                    |             | 860,106    | 983.876   | 8.614.356.067    | 0,763      |                          |

## Expansão urbana

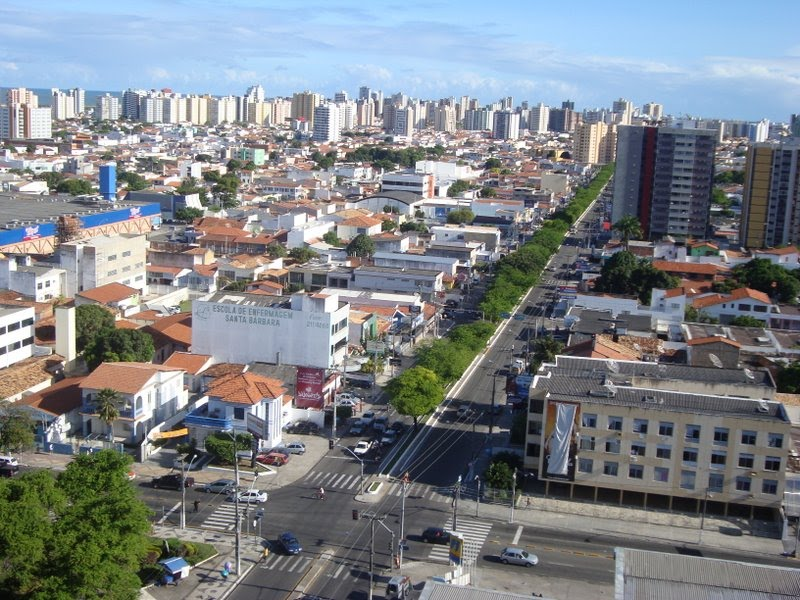
Avenida Hermes Fontes, entre os bairros Suissa, São José e Salgado Filho.

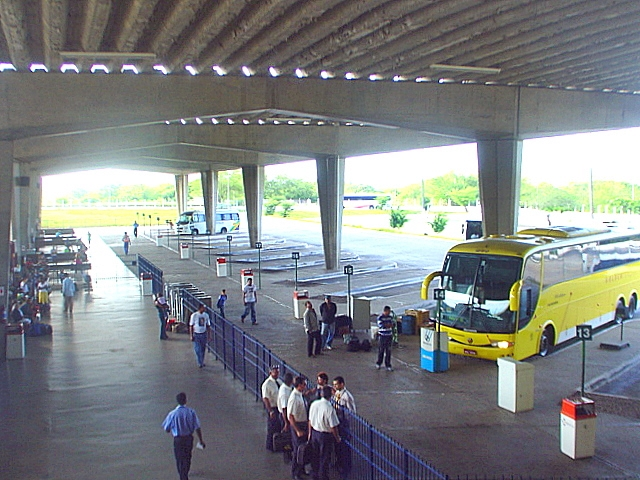
Rodoviária Nova (Terminal Rodoviário José Rollemberg Leite), no bairro Capucho, Zona Oeste de Aracaju.

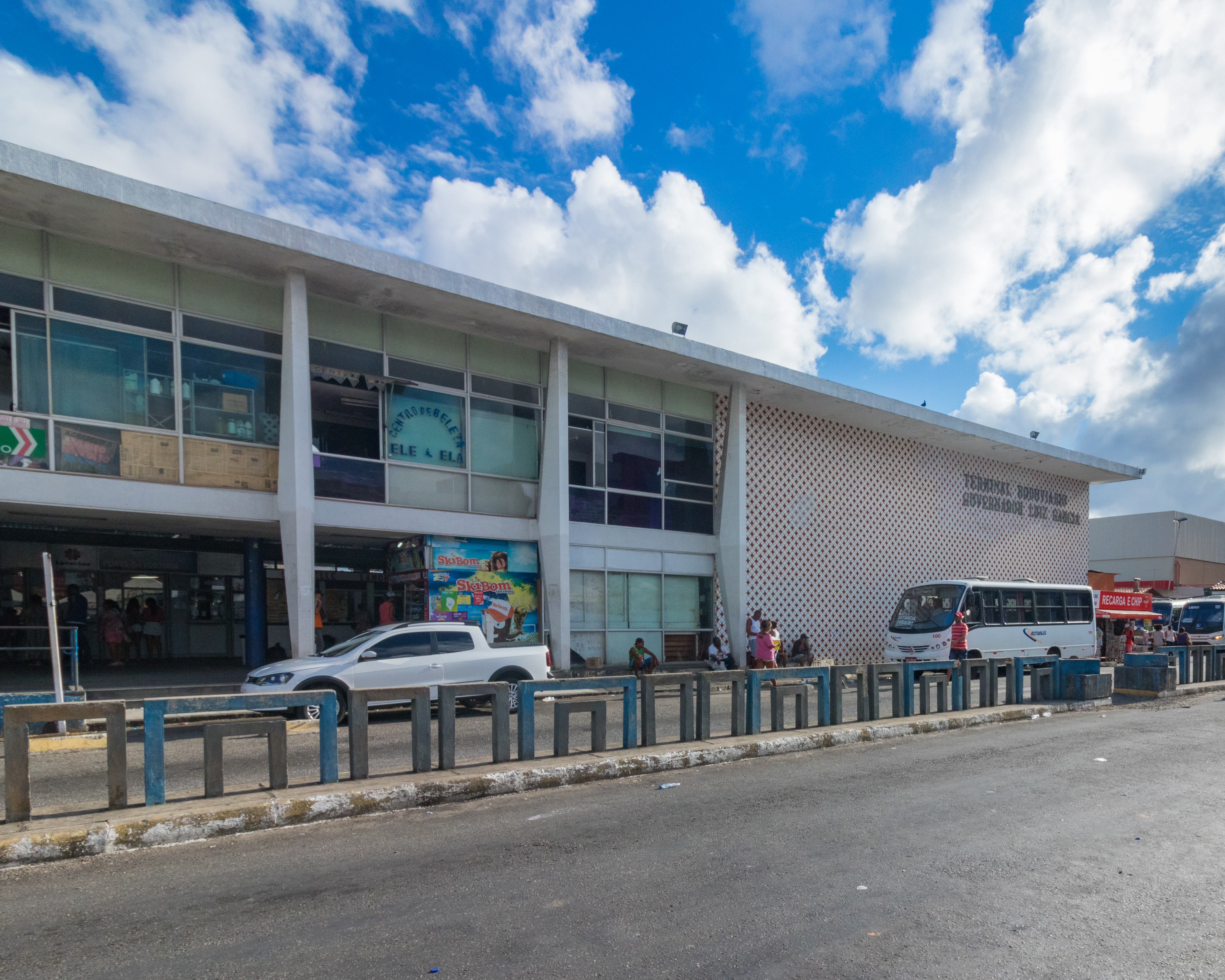
Rodoviária Velha (Terminal Rodoviário Luiz Garcia), no centro de Aracaju.

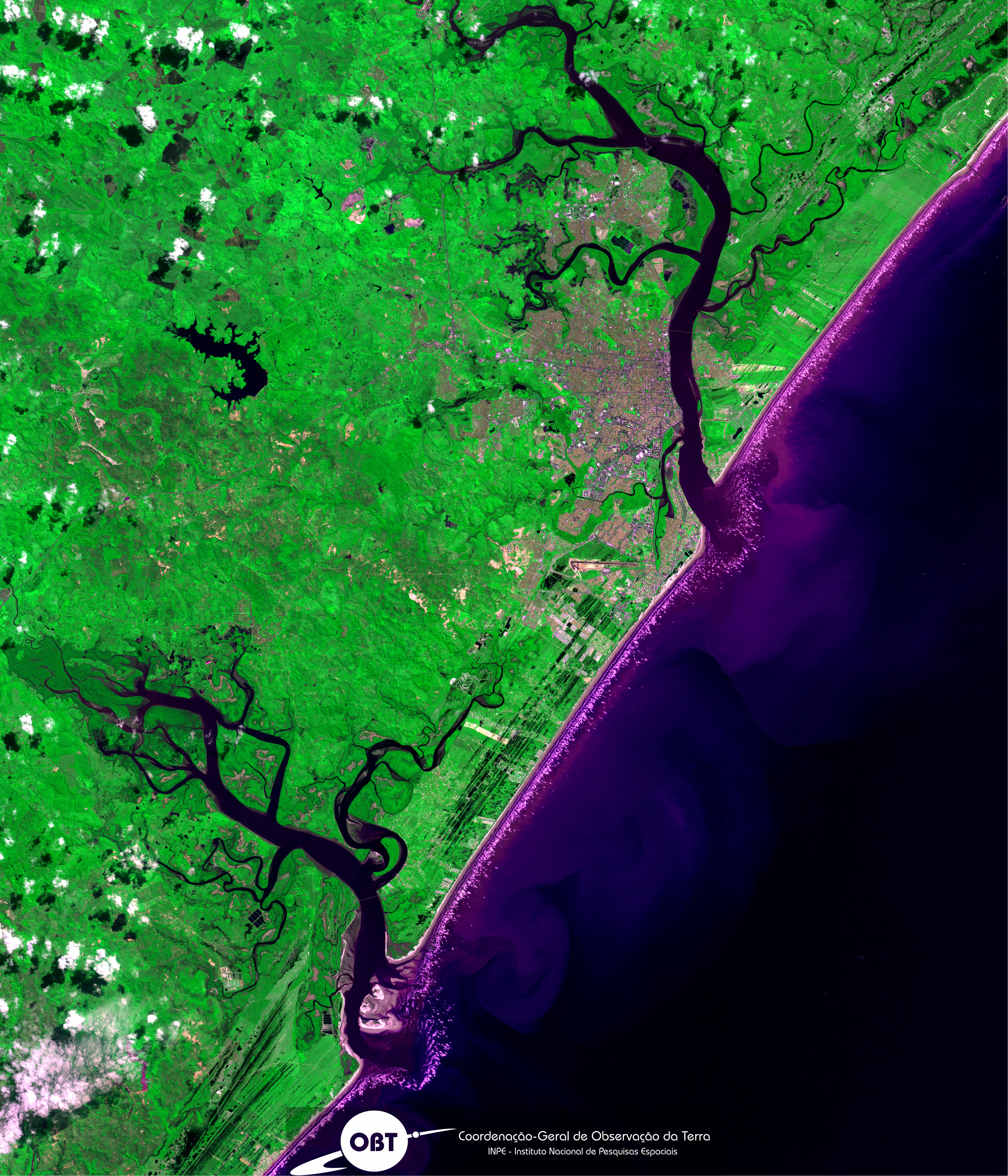
Imagem de satélite da Região Metropolitana de Aracaju, que mostra a mancha urbana expandida pelos municípios de Aracaju, Nossa Senhora do Socorro, São Cristóvão e Barra dos Coqueiros.

A partir da década de 1960, a exploração dos minerais e a industrialização trouxeram para o Estado de Sergipe - sobretudo, para Aracaju - meios para o desenvolvimento local, com a chegada de novas empresas e a criação de empregos especializados. Dessa forma, Aracaju se tornou o destino da maioria dos migrantes oriundos dos municípios do interior de Sergipe, que antes se dirigiam para outros estados com maior oferta de trabalho, como São Paulo, Rio de Janeiro e Bahia.
A política habitacional iniciada a partir da criação do Banco Nacional de Habitação (BNH) e desenvolvida pela Companhia de Habitação Popular (COHAB), por meio da qual foram construídos vários conjuntos habitacionais em Aracaju, também contribuiu consideravelmente para o crescimento urbano da capital, acentuando a migração. A distribuição de moradias em conjuntos habitacionais feita pelo poder público incentivou a migração de uma população de baixa renda, que chegou à cidade com a esperança de ganhar uma casa. A parte dessa população que não teve êxito passou a pressionar o poder público ocupando os entornos dos conjuntos habitacionais ou áreas de fragilidade ambiental, tais como regiões de manguezais, margens de rios e encostas de colinas, fazendo surgirem os assentamentos precários que hoje se encontram por toda a cidade.
Os conjuntos habitacionais foram construídos em áreas distantes da malha urbana, sendo, inicialmente, núcleos urbanos isolados; gradualmente, foram integrados ao tecido urbano.
O processo de urbanização resultou na expansão da mancha urbana sobre áreas rurais e, por efeito, reduziu a população rural. Em 1980, havia, em Aracaju, uma população rural de 5.200 habitantes, que representava 1,77 % da população do município. Em 1982, a Prefeitura definiu uma nova delimitação do perímetro urbano e dos bairros, que passou a dividir a área do município em uma "zona urbana" e uma "zona de expansão", extinguindo, portanto, a zona rural.

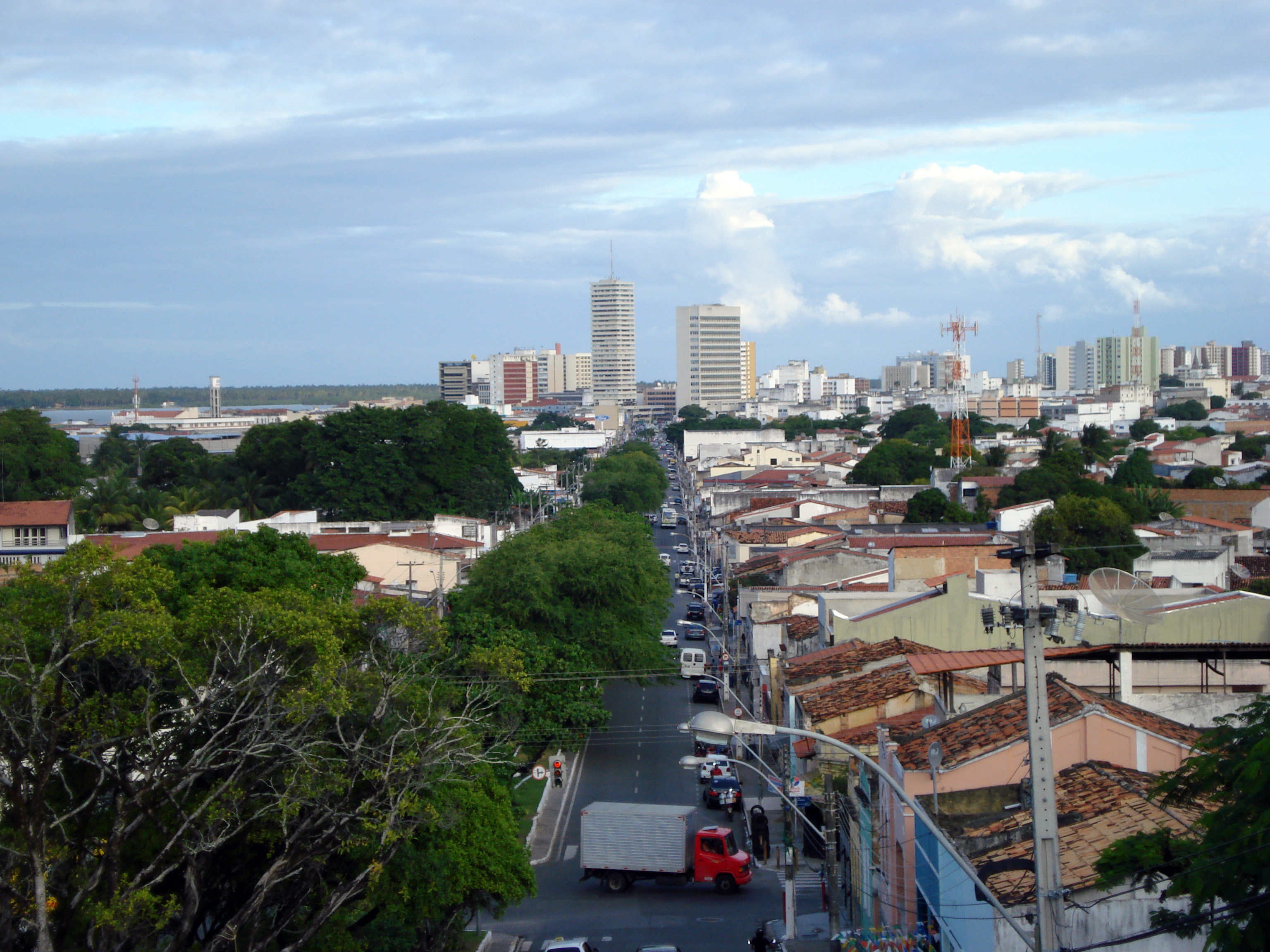
Avenida João Ribeiro, no bairro Santo Antônio, vista da colina do Santo Antônio, na Zona Norte de Aracaju.

Na década de 1980, a mancha urbana de Aracaju començou a avançar em direção aos seus municípios vizinhos, devido à construção de grandes conjuntos habitacionais nos municípios de Nossa Senhora do Socorro, São Cristóvão e Barra dos Coqueiros, que passaram a atrair migrantes, o que resultou num crescimento desses três municípios muito superior ao da capital, configurando uma das características do fenômeno da metropolização. Assim, os municípios que integram a área metropolitana de Aracaju passaram a concentrar uma parcela significativa da população sergipana. As populações dos municípios da periferia metropolitana crescem mais que o dobro do que cresce a população da capital. Na década de 1980, os quatro municípios da Grande Aracaju somados tinham uma população de 338.882 habitantes, dos quais 86,5% residiam em Aracaju, ao passo que, em 2010, a população da área metropolitana de Aracaju era de 835.816 habitantes, com apenas 68,33% vivendo em Aracaju; desse modo, ocorreu, ao longo dos anos, um crescimento demográfico mais significativo nos municípios periféricos que no município-núcleo, fenômeno semelhante ao que vem ocorrendo em outras áreas metropolitanas brasileiras.
A população que mora na franja periférica de Aracaju tem um vínculo direto com as atividades desenvolvidas no núcleo metropolitano, e grande parte dessa população trabalha no núcleo, voltando para casa todos os dias, o que gera uma alta demanda de serviços públicos comuns a toda a área metropolitana, principalmente de um sistema de transporte urbano que atenda a toda essa região. Na prática, os municípios periféricos da Grande Aracaju são extensões de Aracaju, e as zonas urbanas conurbadas desses municípios são como bairros da capital, pressionando sua infraestrutura.
As construções de pontes sobre rios limítrofes, como os rios do Sal, Sergipe e Poxim, fortalecem as ligações e intensificam a ocupação das áreas vizinhas. Por exemplo, na década de 2000, a inauguração da ponte sobre o Rio Sergipe contribuiu para acelerar a expansão urbana de Aracaju sobre a Barra dos Coqueiros, o que adensou significativamente a mancha urbana principal deste município.

## Instituição da RMA e o fenômeno metropolitano
Com o aumento do volume e da intensidade dos deslocamentos pendulares entre a capital e seus municípios vizinhos, o governo do Estado de Sergipe criou, em 1982, a Região Metropolitana da Grande Aracaju (RGA). Essa região era composta, inicialmente, pelos municípios de Aracaju, Barra dos Coqueiros, Nossa Senhora do Socorro, São Cristóvão, Laranjeiras, Maruim e Santo Amaro das Brotas; posteriormente, os municípios de Itaporanga d'Ajuda e Riachuelo foram integrados à região. Em 1995, o governo de Sergipe, por Lei Complementar, redefiniu a Região da Grande Aracaju (RGA) instituindo a Região
Metropolitana de Aracaju (RMA), formada pelos municípios de Aracaju,
Nossa Senhora do Socorro, São Cristóvão e Barra dos Coqueiros.
A Lei Complementar que instituiu a RMA no ano de 1995 (assim como a iniciativa do governo do Estado de Sergipe de criar a RGA na década anterior) reconhece oficialmente o espaço de natureza econômica formado pelo processo de metropolização ocorrido nessa área. Esse espaço é caracterizado pela expansão da mancha urbana do núcleo metropolitano de Aracaju em direção aos municípios de Nossa Senhora do Socorro, São Cristóvão e Barra dos Coqueiros (todos vizinhos à capital), pelos movimentos pendulares da população entre os municípios dessa área, principalmente com destino ao núcleo, entre outros fenômenos próprios da metropolização.
A instituição da Região Metropolitana pelo Estado condiciona a governança metropolitana; ou seja, a execução de políticas públicas que atendam às demandas que são comuns a todos os municípios localizados dentro do espaço metropolitano.
Embora Aracaju seja considerada uma Metrópole Estadual (Capital Regional A (REGIC) e os quatro municípios que integram essa área metropolitana sejam fortemente integrados entre si (por contiguidade de manchas urbanas, movimentos pendulares, integração do sistema de transporte urbano etc.), a área metropolitana de Aracaju é uma das menores do Brasil, tendo sido o seu processo de metropolização bem menos complexo que os das grandes áreas metropolitanas do país.

## Ocupação do solo
A área metropolitana de Aracaju se divide, basicamente, em duas partes. Na primeira, há um núcleo urbano densamente povoado que se estende da Zona Sul à Zona Norte e do Centro à Zona Oeste, e se expande em quatro direções: da Zona Norte para o Complexo da Taiçoca, em Socorro; da Zona Oeste para o Complexo do Jardim, também em Socorro, e para o Complexo do Rosa Elze, em São Cristóvão; da Zona Sul para os bairros da Zona de Expansão de Aracaju mais próximos à Zona Sul (Santa Maria, 17 de Março etc.); do centro de Aracaju, no extremo leste do município, para o centro da Barra dos Coqueiros - estão, neste núcleo urbano principal, o núcleo metropolitano (composto pelo Centro e alguns outros bairros de Aracaju, especialmente da Zona Sul) e quase toda a área urbana da periferia metropolitana. Na segunda, estão as regiões mais remotas dos quatro municípios da aglomeração metropolitana de Aracaju, onde há grandes áreas menos povoadas e áreas rurais localizadas no entorno do núcleo urbano principal; destacam-se, nesta segunda parte da RMA, a sede do município de São Cristóvão, que é um núcleo urbano populoso afastado do núcleo principal, e a maior parte da Zona de Expansão de Aracaju, que, embora ainda não seja muito populosa, não possui, oficialmente, nenhuma área rural.

### Galeria de fotos do núcleo urbano principal

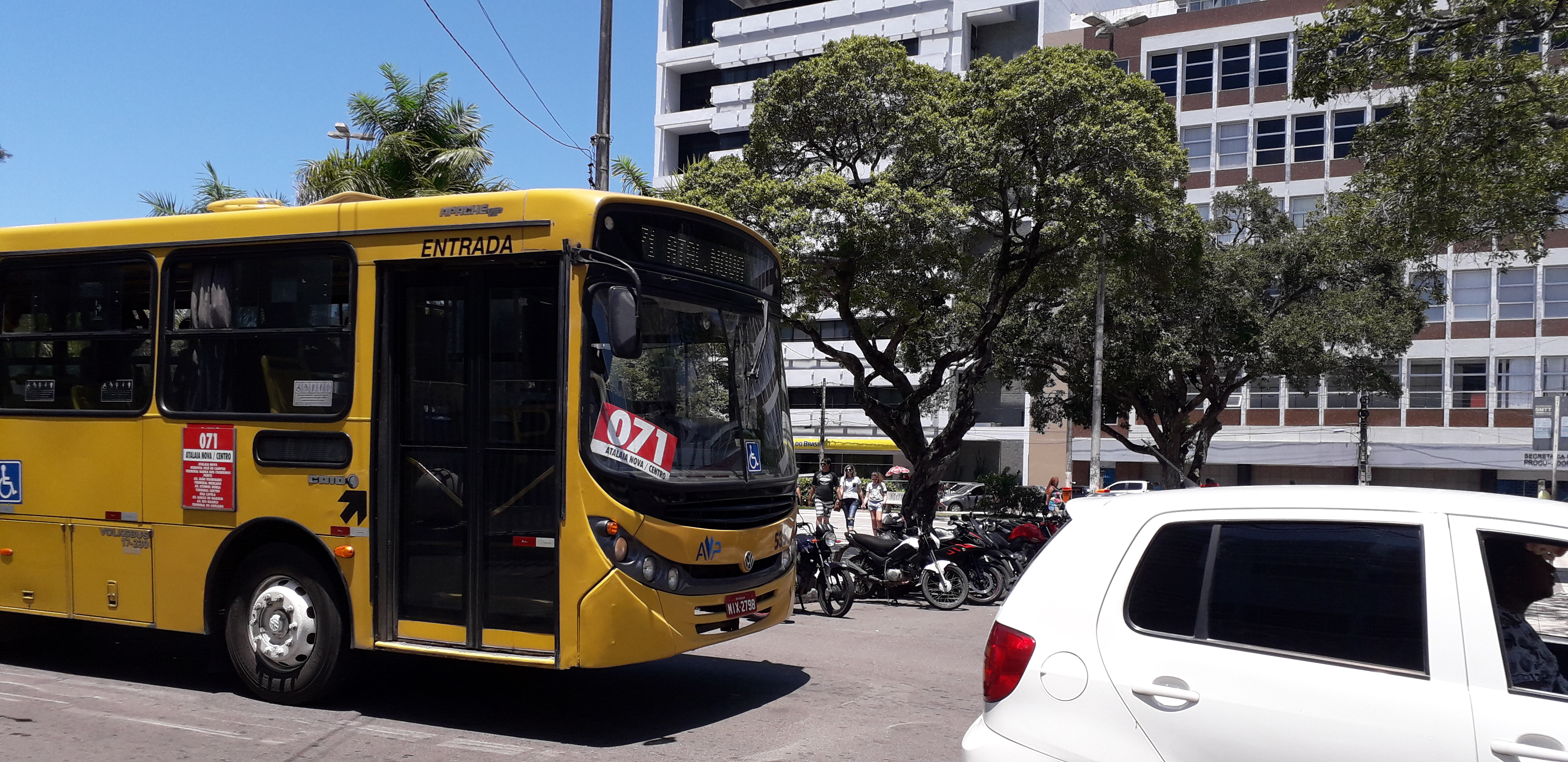
Centro de Aracaju
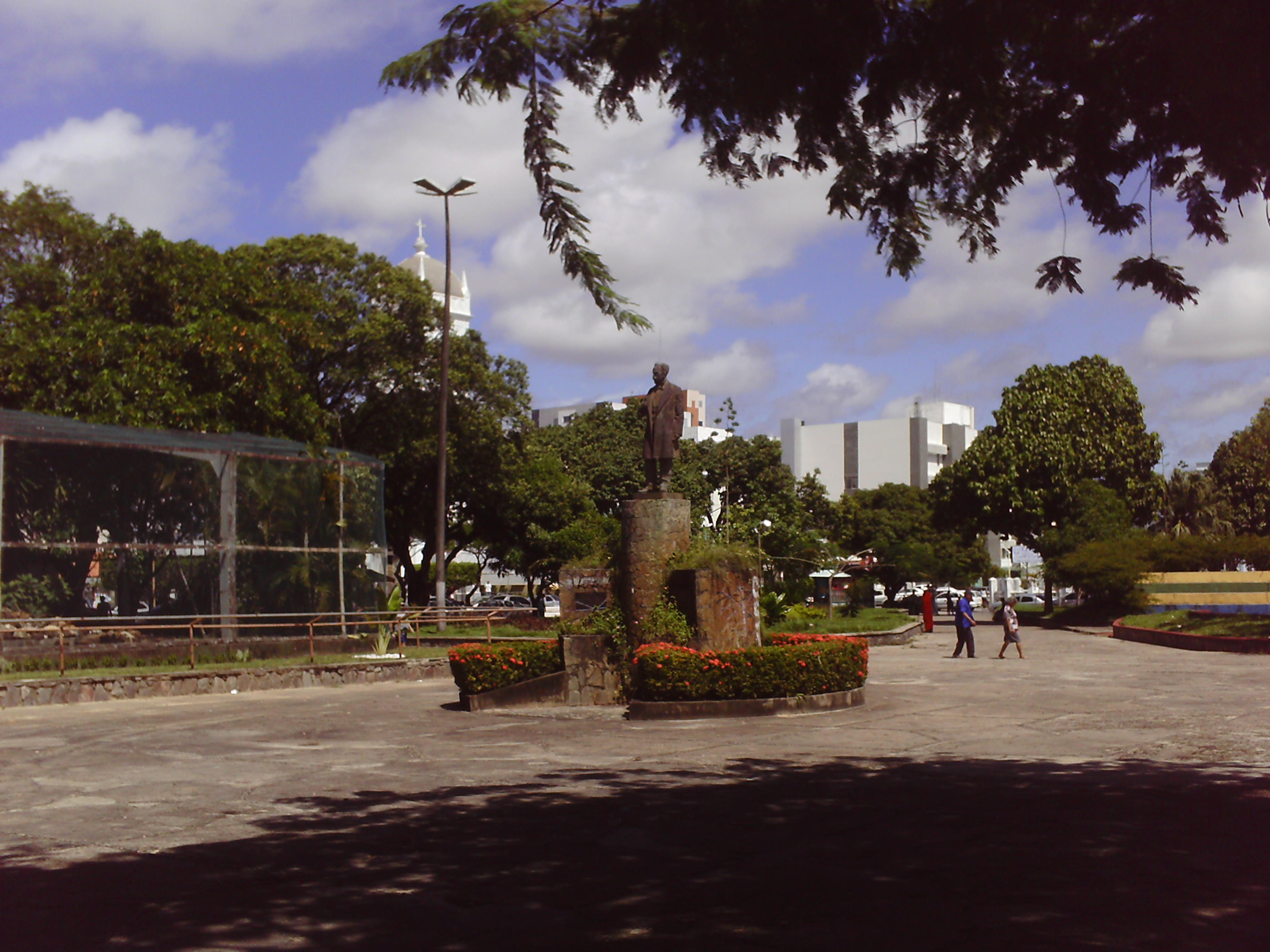
São José
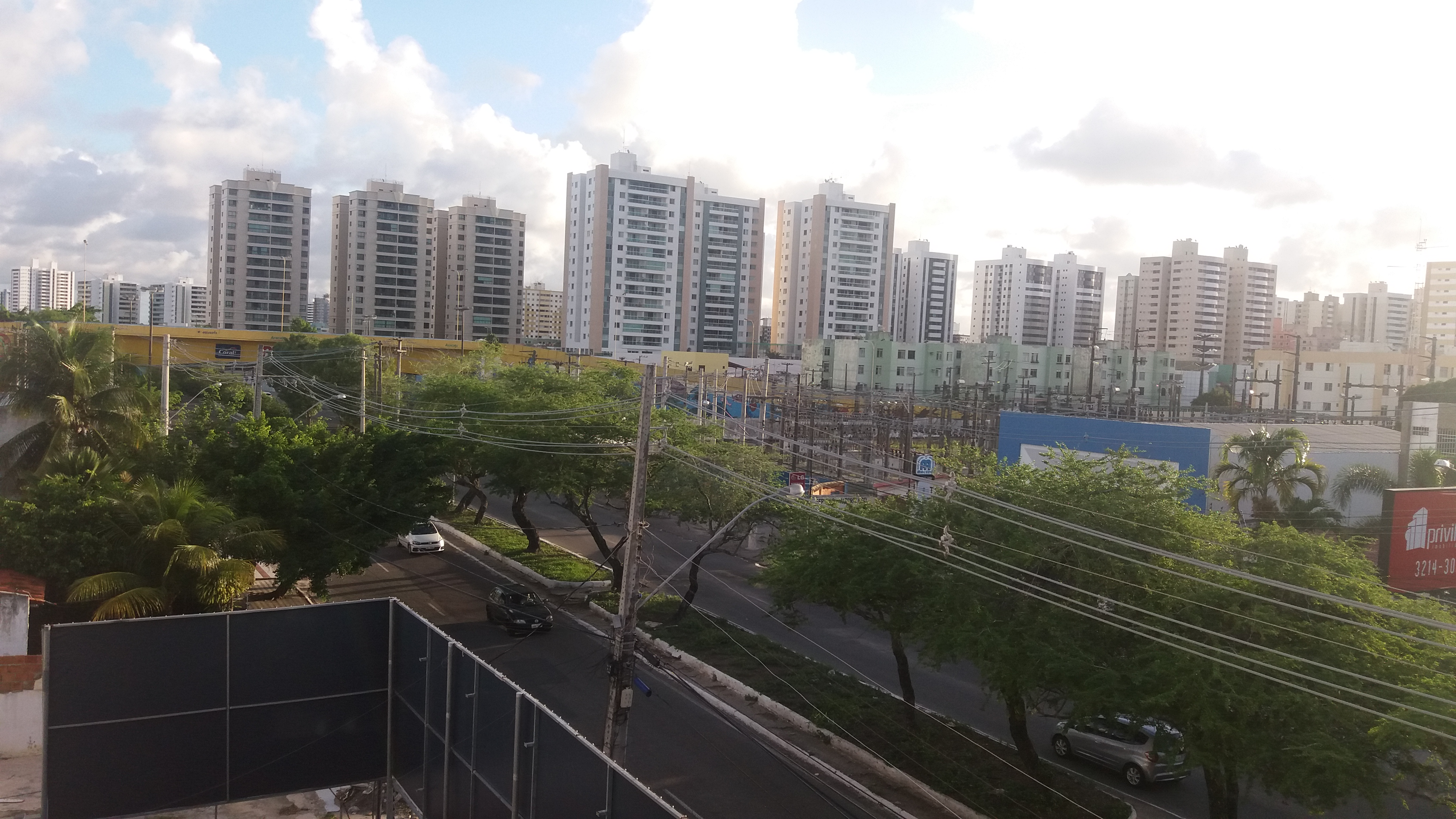
Salgado Filho
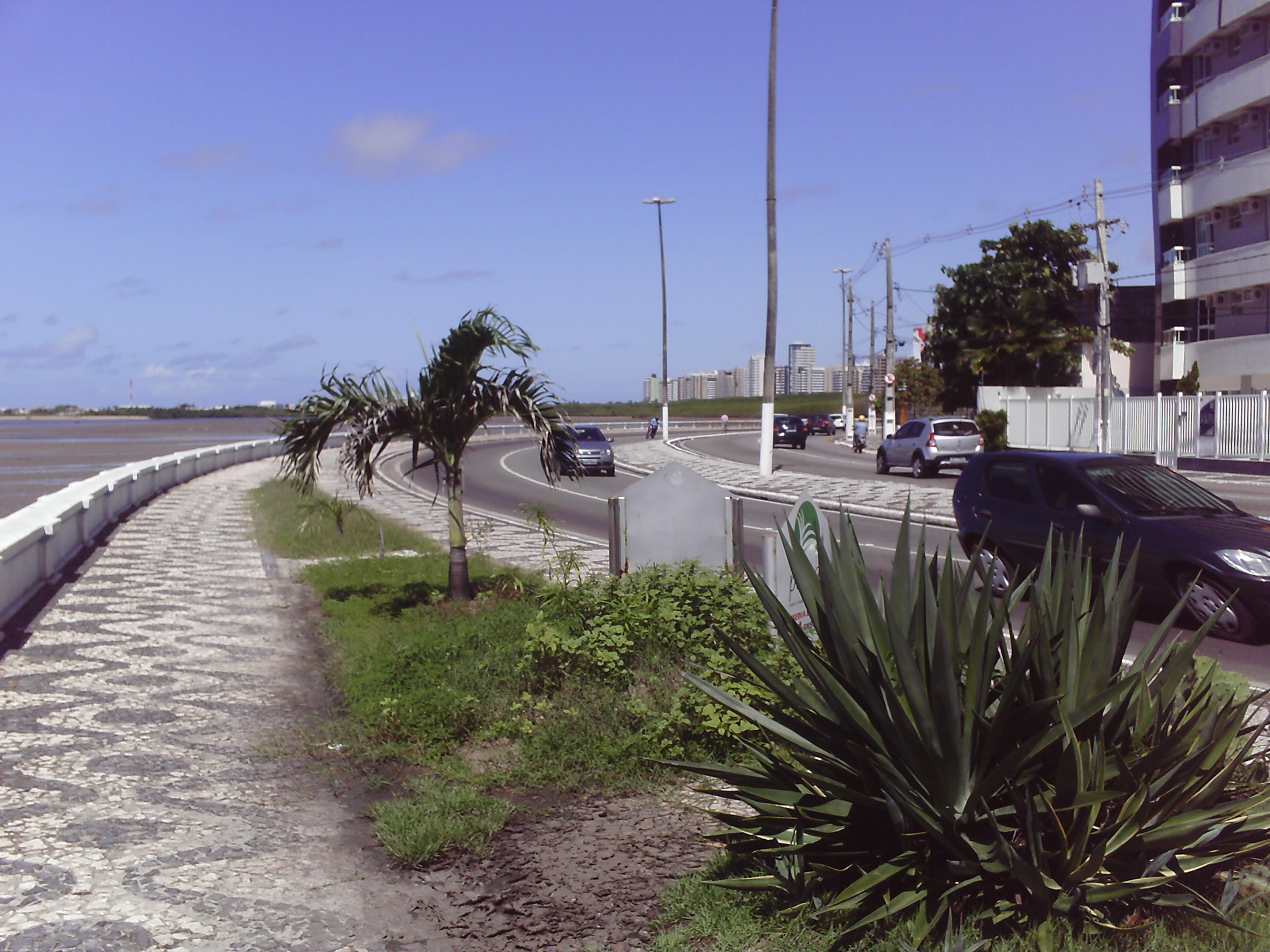
13 de Julho
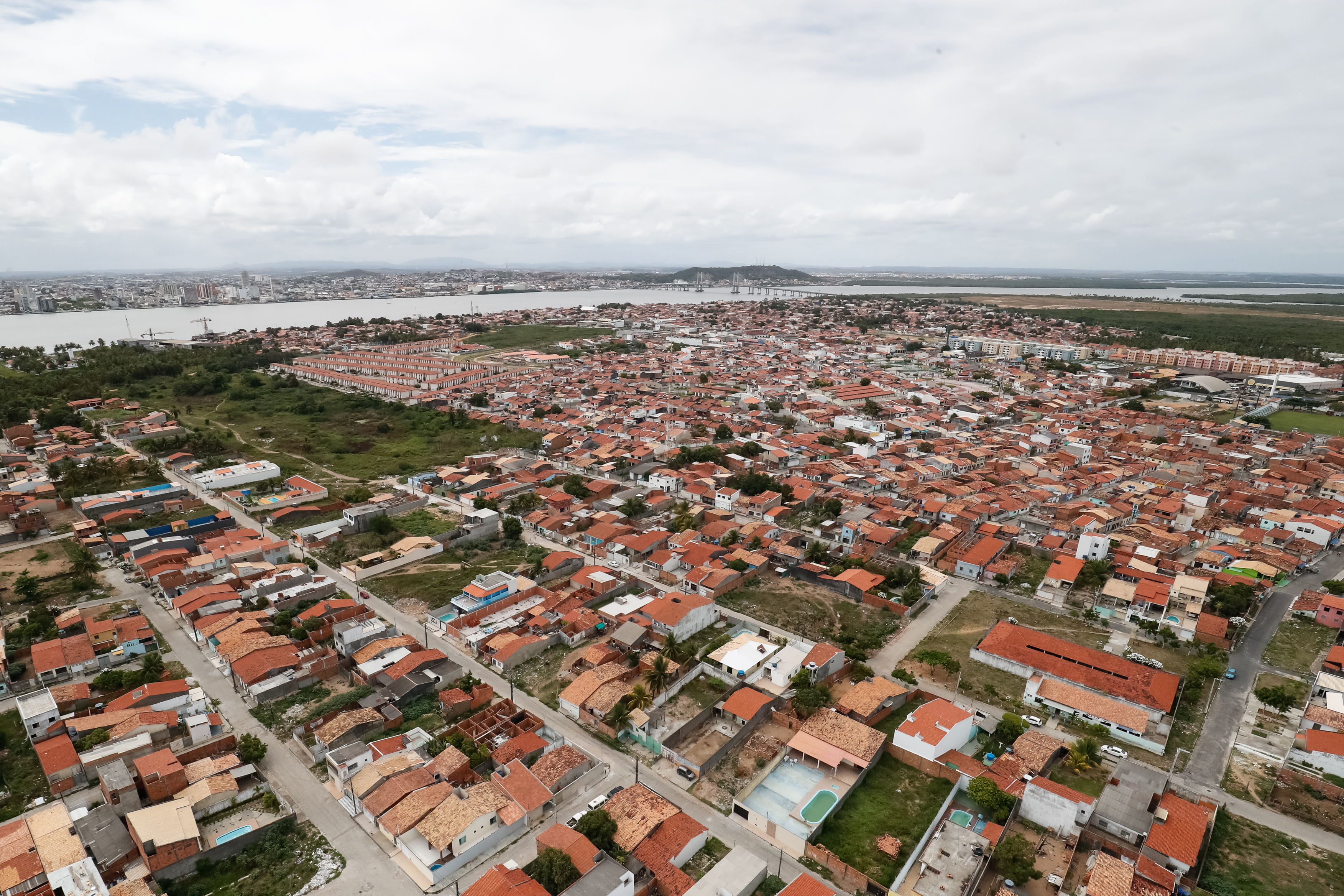
Centro da Barra dos Coqueiros
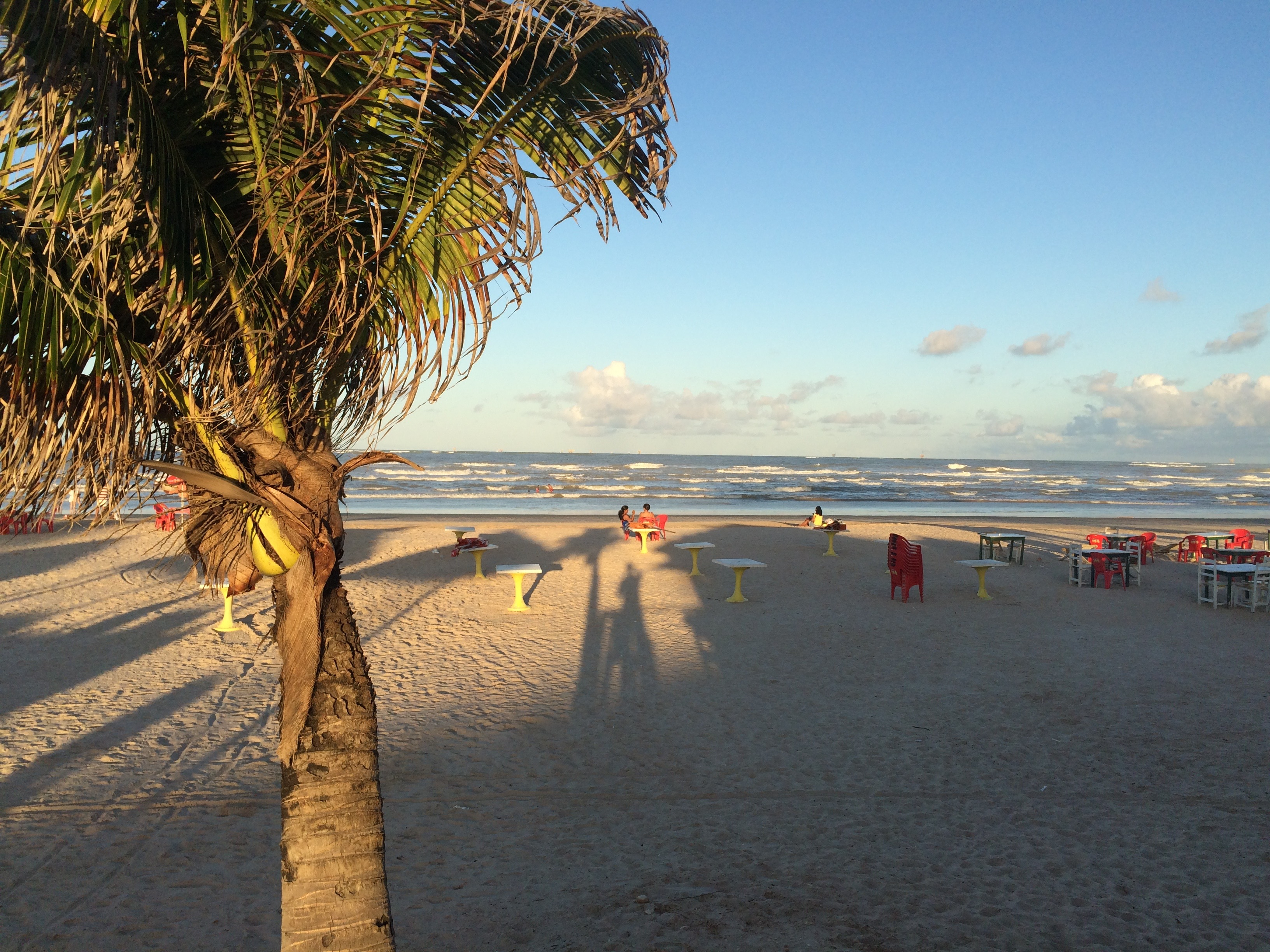
Coroa do Meio
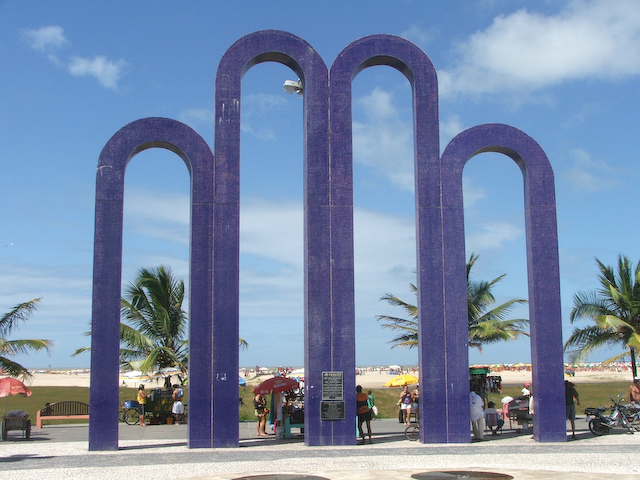
Atalaia
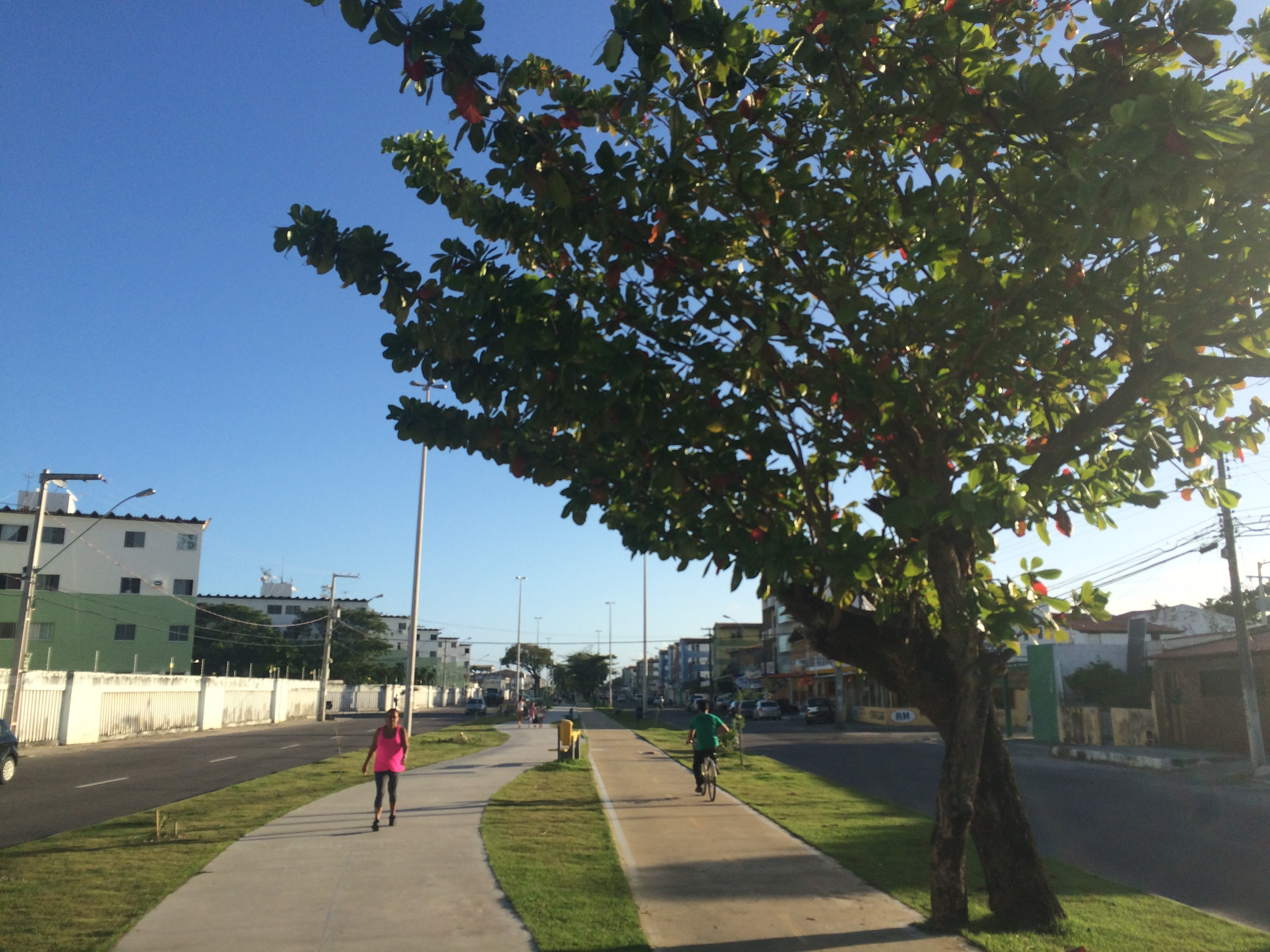
Farolândia
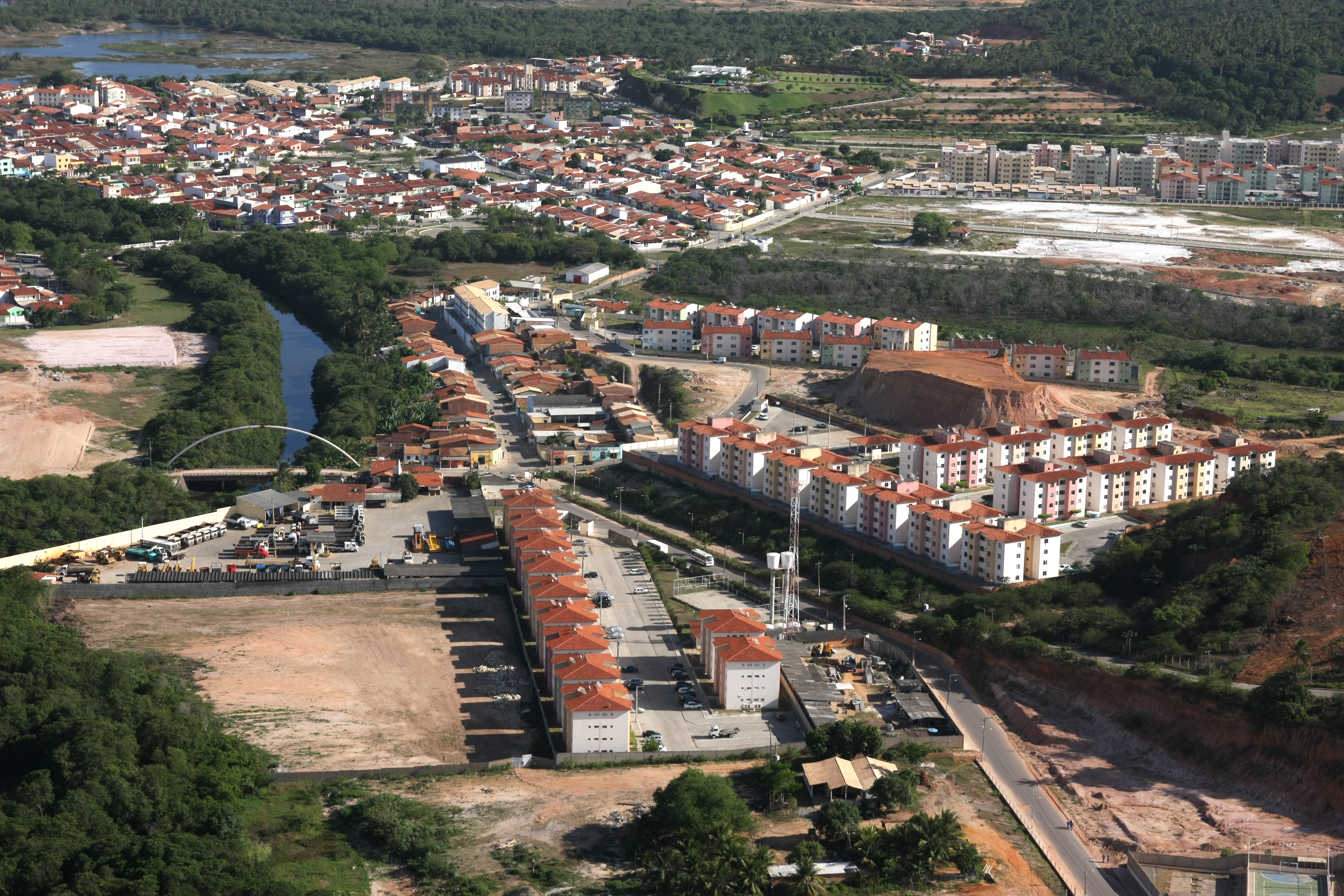
Santa Lúcia
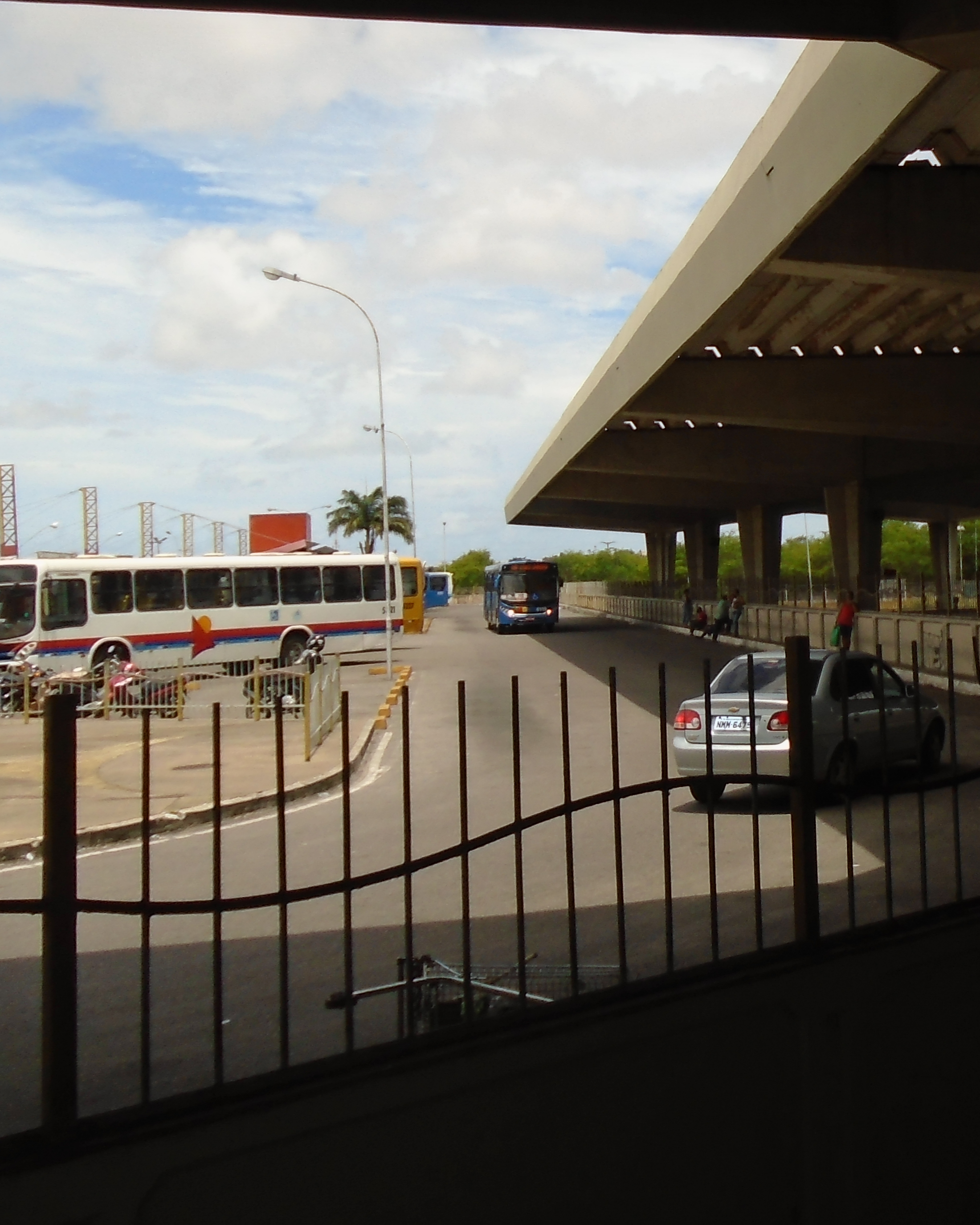
Capucho
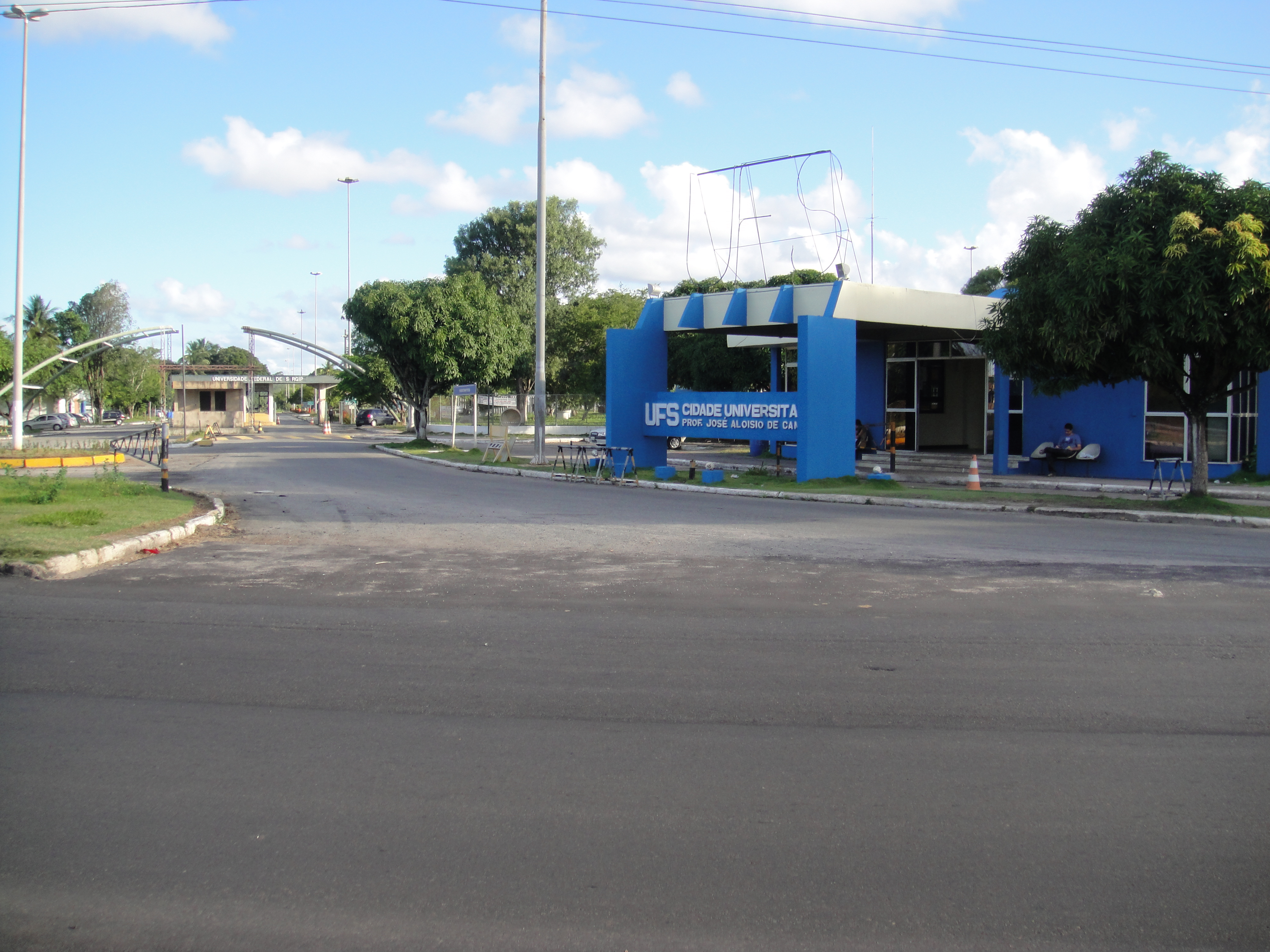
Rosa Elze
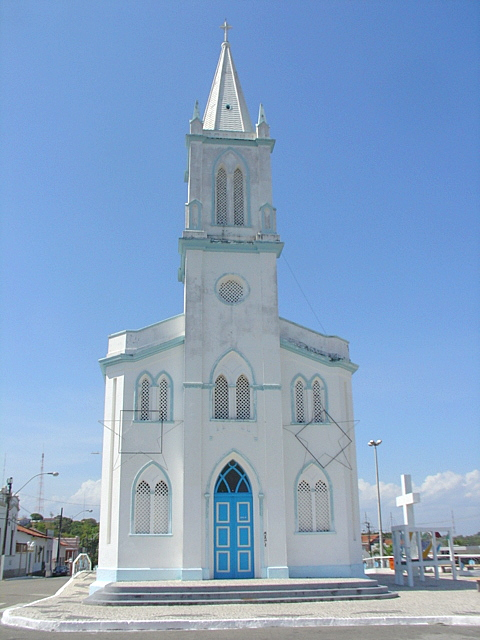
Santo Antônio
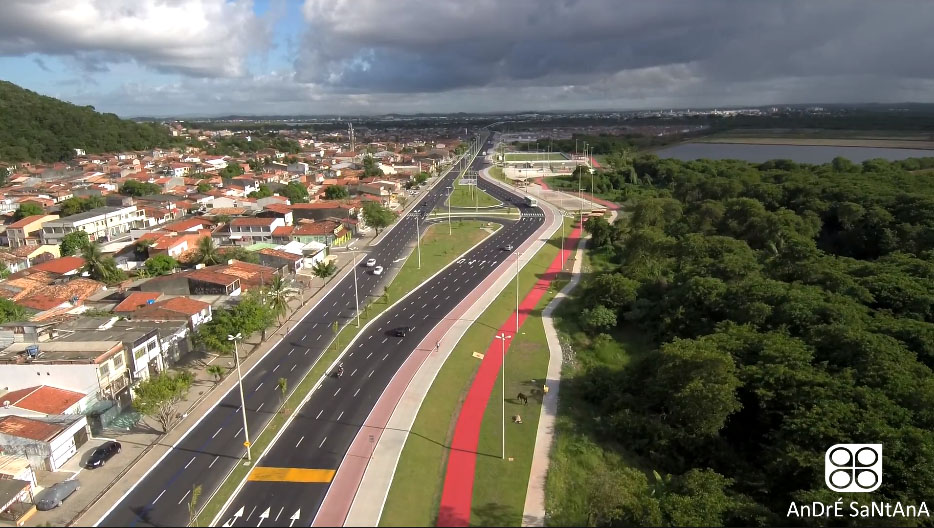
Porto Dantas
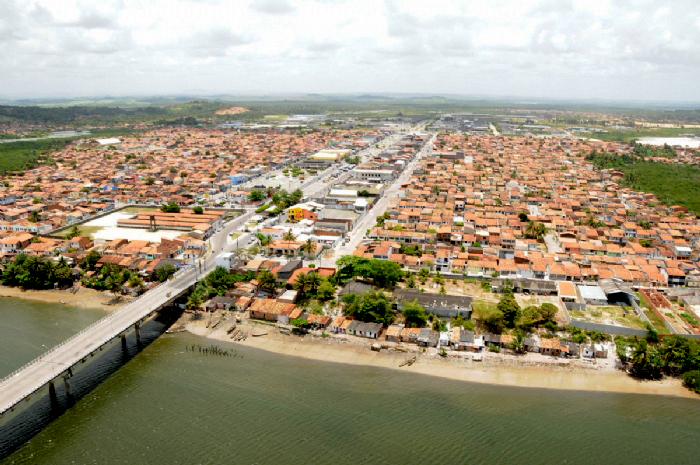
João Alves
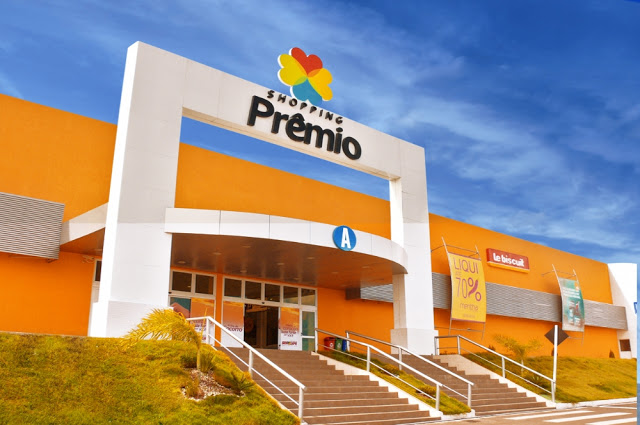
Marcos Freire I

## Áreas urbanas dos municípios da Região Metropolitana de Aracaju
| Posição | Município                | Área urbana (km²) |
| ------- | ------------------------ | ----------------- |
| 1       | Aracaju                  | 115,108           |
| 2       | Nossa Senhora do Socorro | 41,848            |
| 3       | São Cristóvão            | 15,15             |
| 4       | Barra dos Coqueiros      | 3,119             |

Todos os municípios da RM possuem densidade demográfica superior a 150 hab./km², e são, portanto, considerados urbanos de acordo com os critérios utilizados pela OCDE.

## Subdivisões do município-núcleo
Atualmente, o município de Aracaju é subdividido em 39 bairros, incluídos o Centro (o núcleo metropolitano) e a Zona de Expansão. Diferentemente dos três municípios da periferia metropolitana, Aracaju não possui nenhuma área rural.
A partir do final do século XX, os bairros Terra Dura e Olaria passaram a ser chamados de, respectivamente, Santa Maria e São Carlos. Contudo, apenas o bairro Terra Dura teve seu nome oficialmente mudado para Santa Maria; o bairro Olaria continua sendo chamado informalmente de São Carlos, porém o nome oficial do bairro ainda é Olaria.
Além disso, alguns locais do município de Aracaju frequentemente chamados de bairros são, na verdade, conjuntos habitacionais, como Augusto Franco (no bairro Farolândia), Orlando Dantas (no bairro São Conrado), Sol Nascente (no bairro Jabotiana), Lourival Batista (no bairro Novo Paraíso) e Agamenon Magalhães (no bairro José Conrado de Araújo).

## Localidades da periferia metropolitana
Os municípios de Nossa Senhora do Socorro, São Cristóvão e Barra dos Coqueiros não têm manchas urbanas muito extensas. As maiores áreas urbanas nesses três municípios são expansões do tecido urbano de Aracaju, e são compostas principalmente por conjuntos habitacionais. Há, também, povoados em áreas mais afastadas das principais manchas urbanas desses municípios.
Algumas localidades da periferia metropolitana, em zonas urbanas e zonas rurais, são:
- Nossa Senhora do Socorro
- Taiçoca de Fora
- Taiçoca de Dentro
- Marcos Freire I
- Marcos Freire II
- Marcos Freire III
- Albano Franco
- Seixas Dória
- Piabeta
- São Vicente
- Jardim Mariana
- São Braz
- Maria do Carmo
- Neuzice Barreto
- João Alves
- Fernando Collor
- Guajará
- Alto da Boa Vista
- Santa Inês
- Jardim Rosa de Maio
- São Benedito
- Santa Rita
- Conjunto Jardim
- Parque dos Faróis
- Loteamento Itacanema
- Calumbi
- Parque São José
- Nossa Senhora de Fátima
- Favela do Goré
- Sobrado
- Boa Viagem
- Tabocas
- Centro (Nossa Senhora do Socorro)
- Porto Grande
- Estiva
- Mata
- Tapera
- Oiteiros
- Lavandeira
- Bita
- Quissamã
- Palestina
- Pai André
- Santo Inácio
- São Cristóvão
- Cardoso
- Rosa Luxemburgo
- Timbó
- Cajueiro
- Feijão
- Nova Conquista
- Recreio dos Passarinhos
- Parque Santa Rita
- Aningas
- Bom Jardim
- Arame I
- Arame II
- Coqueiro
- Carmo
- Rita Cacete
- Brasilinha
- Colônia Miranda
- Arame
- Centro (São Cristóvão)
- Irineu Neri
- São Gonçalo
- Lauro Rocha
- Alto da Colina
- Chica
- Bonfim
- Pintos
- Lourival Batista
- Divinéia
- Romualdo Prado
- Loteamento São João
- Loteamento Jasmin
- Tinharé
- Pedreiras
- Caípe Velho
- Caípe Novo
- Terra Dura
- Umbaubá
- Camboatá
- Cabrita
- Várzea Grande
- Tijuquinha
- Luiz Alves
- Eduardo Gomes
- Rosa do Oeste (Lafaiete Coutinho)
- Jardim Loreto
- Marcelo Déda (Jobotiana Sul)
- Madre Paulina
- Novo Horizonte
- Rosa de Maio (residencial)
- Nova Vista
- Santo Inácio
- Jardim Universitário
- Loteamento José Conrado de Araújo
- Rosa Maria
- Rosa Elze
- Barra dos Coqueiros
- Centro (Barra dos Coqueiros)
- Bairro Baixo
- Antônio Pedro
- Invasão da Canal
- Marcelo Déda (residencial)
- Hildete Batista
- Prisco Viana
- Mutirão (Moisés Gomes)
- Atalaia Nova
- Alphaville Sergipe (residencial)
- Atalainha
- Quatro Bocas
- Sovaco do Cão
- Loteamento Luar da Barra
- Olhos d'Água
- Loteamento Nossa Senhora do Carmo
- Capuã
- Cajueiro
- Porto das Cabras
- Jatobá
- Loteamento Costa Azul
- Touro
- Povoado Canal
- Pontal da Barra

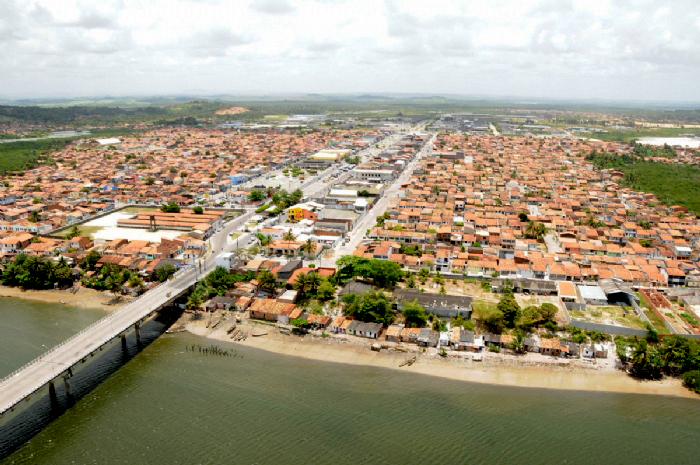
Rio do Sal e Conjunto João Alves, no município de Nossa Senhora do Socorro; ao fundo, o Distrito Industrial de Socorro (DIS).

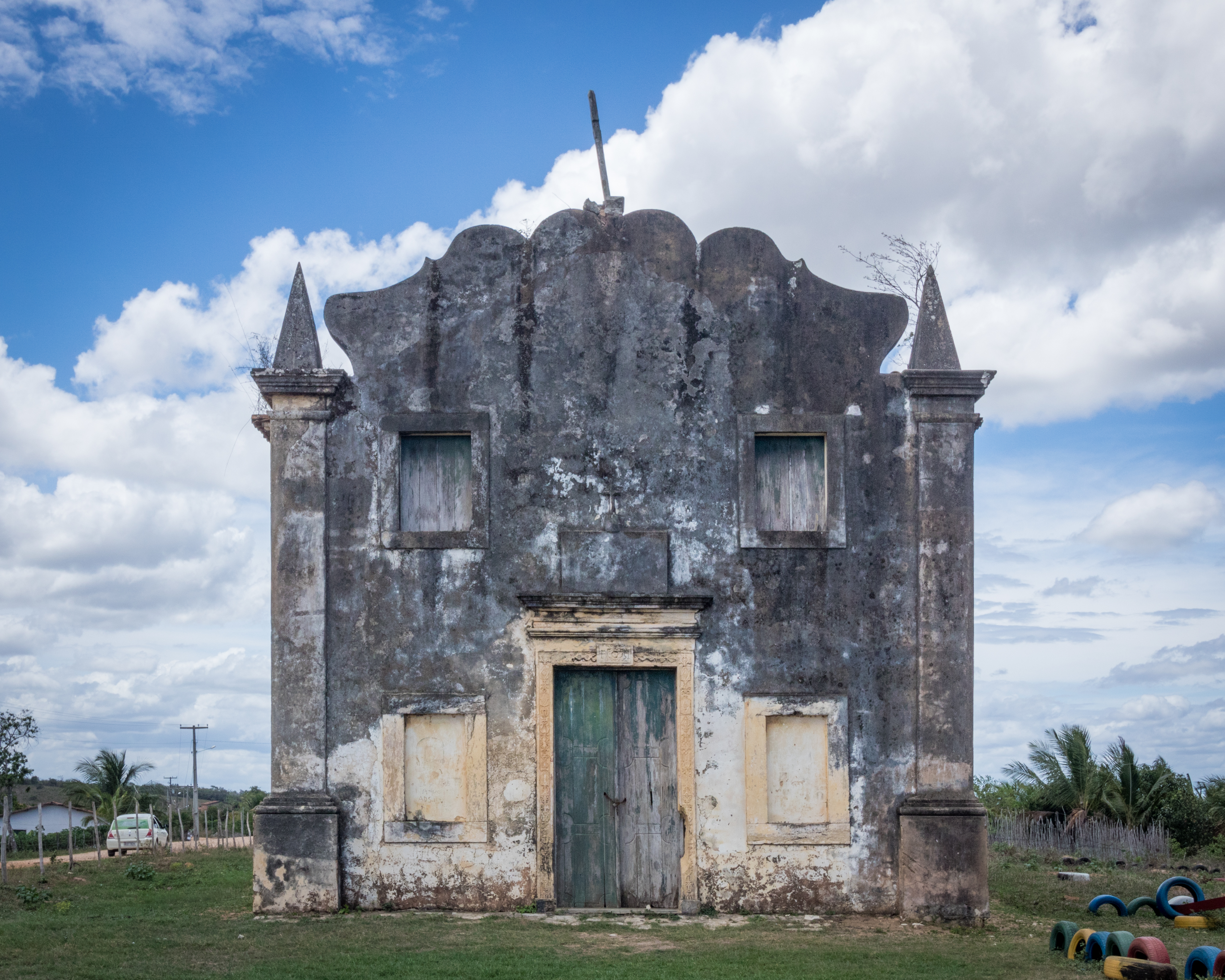
Capela de Nossa Senhora da Conceição do Engenho Poxim, em Rosa Luxemburgo, zona rural de São Cristóvão.

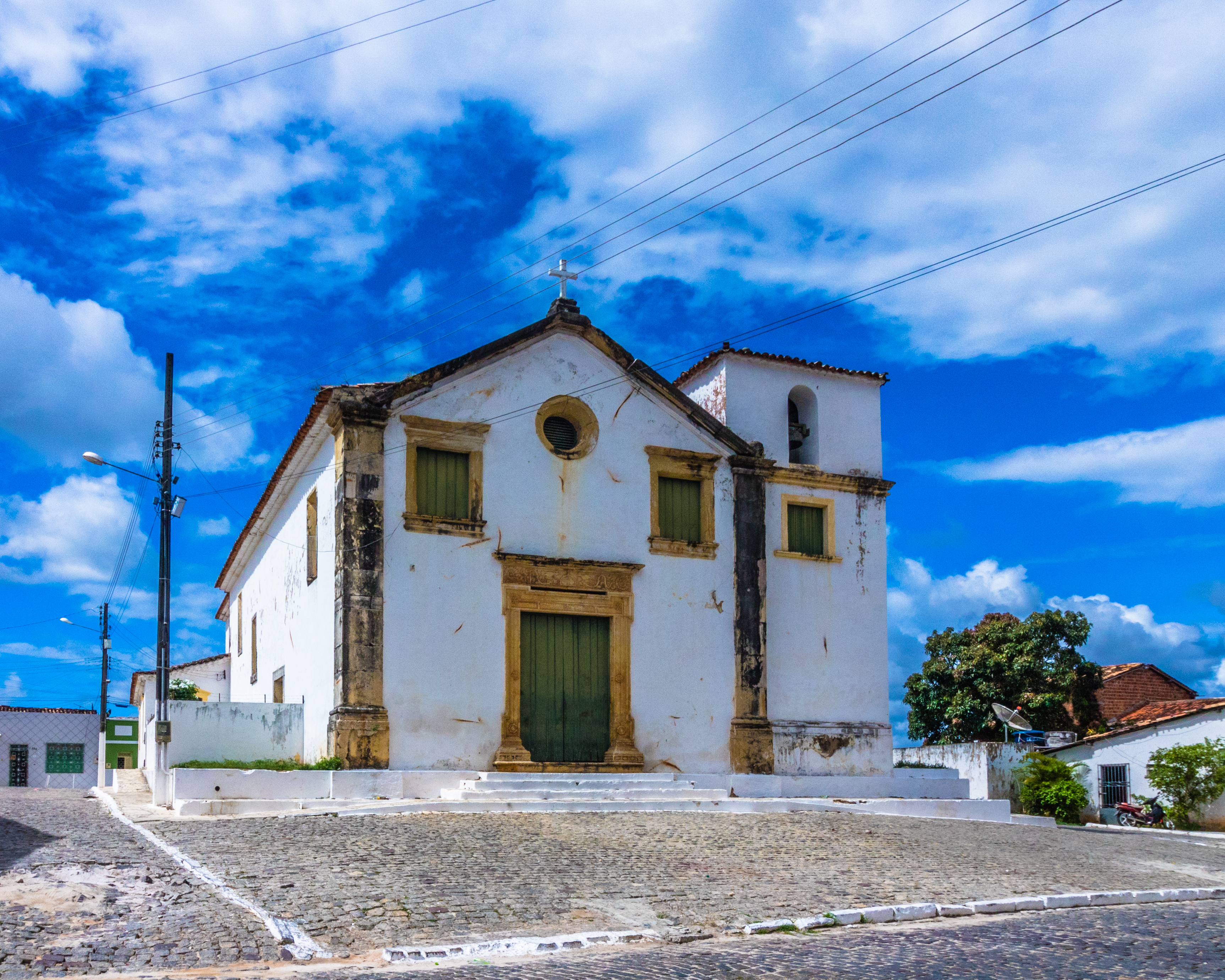
Igreja de Nossa Senhora do Rosário dos Homens Pretos, no centro de São Cristóvão.

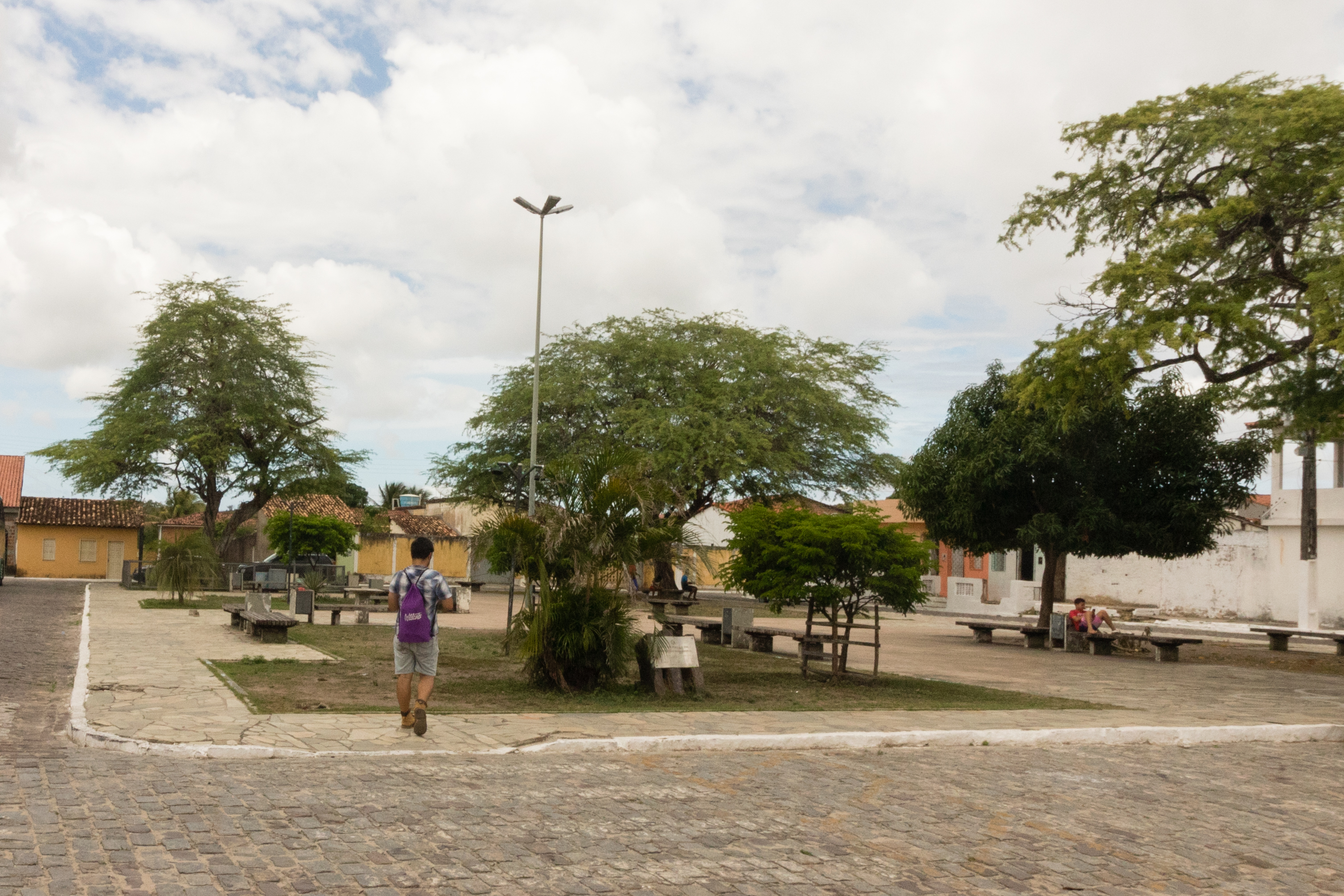
Praça da Bandeira, na sede (centro histórico) de São Cristóvão.

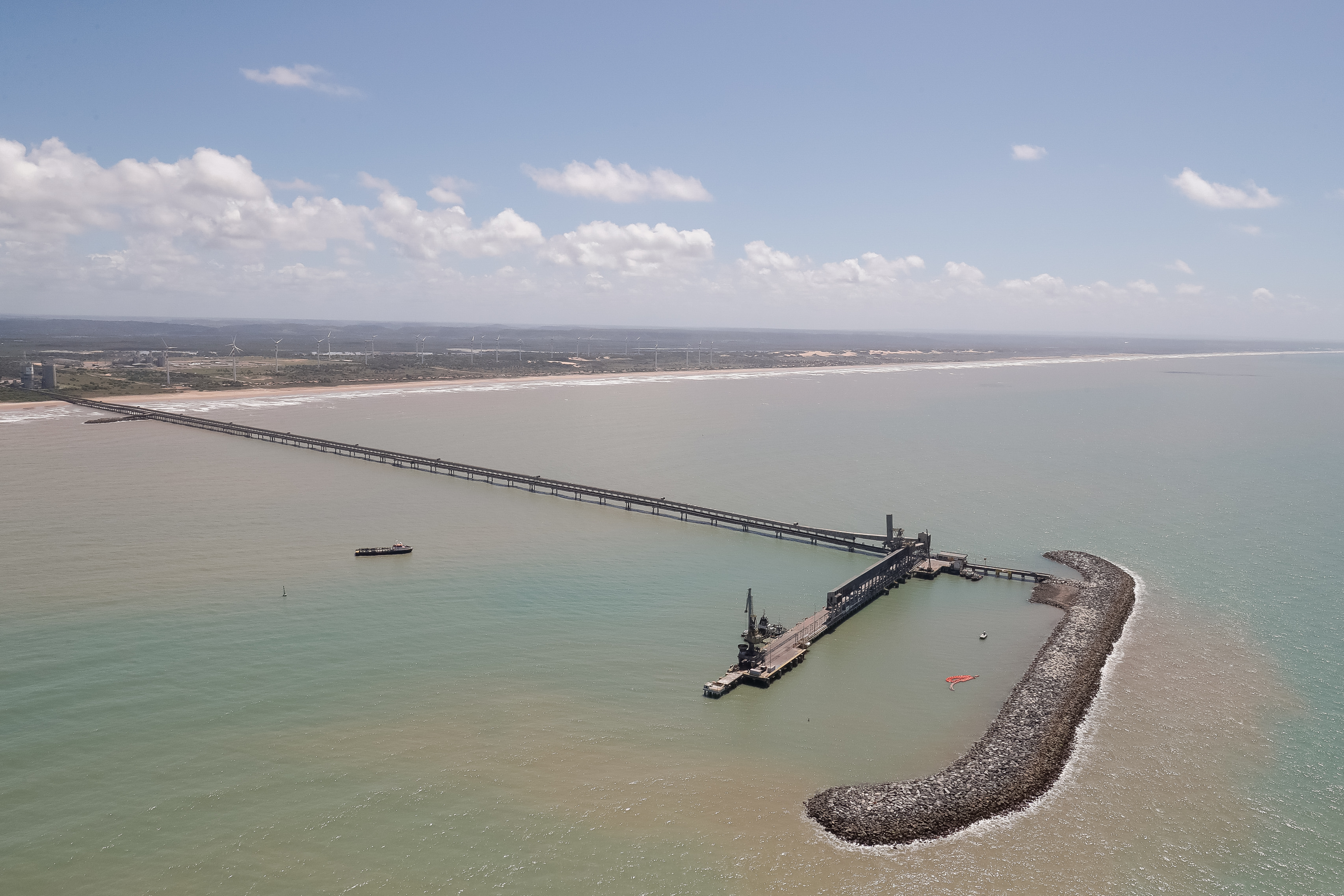
Porto de Sergipe, localizado na região do Jatobá, na zona rural da Barra dos Coqueiros.

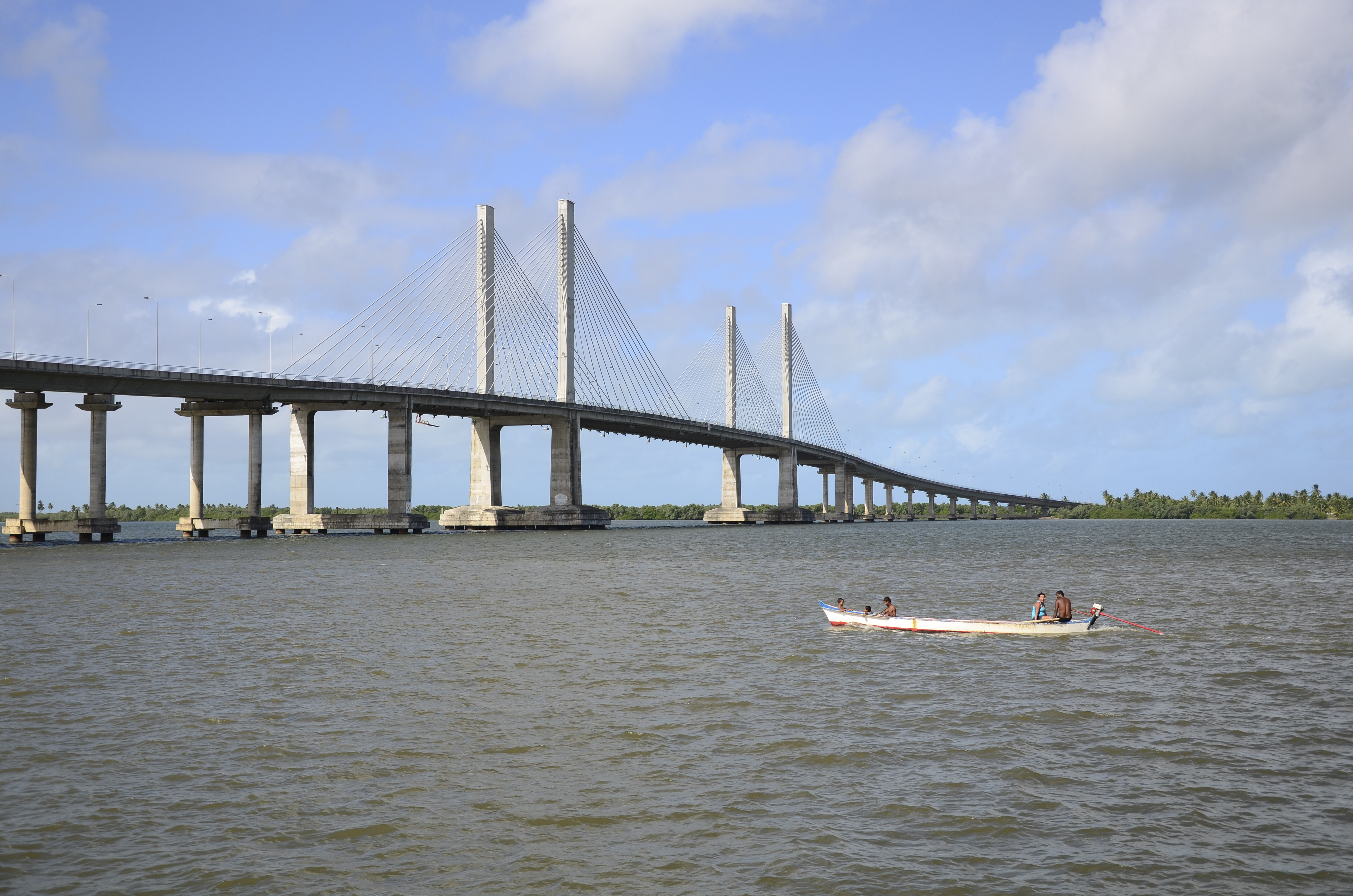
Vista do Rio Sergipe, com destaque para a Ponte Construtor João Alves. Ao fundo, o município da Barra dos Coqueiros.

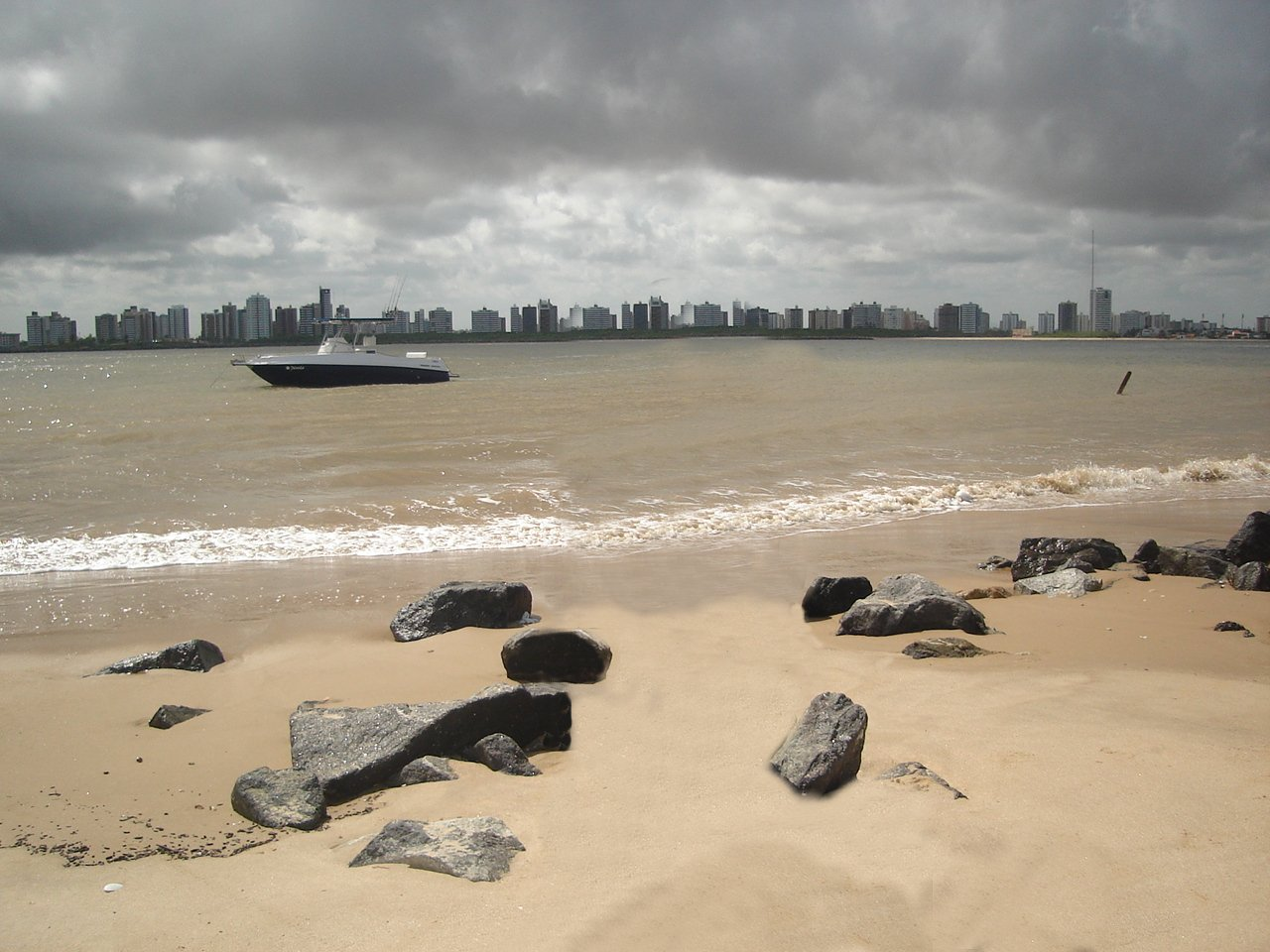
Vista da cidade de Aracaju a partir da Barra dos Coqueiros.

Além da periferia extramunicipal (área correspondente aos municípios da Barra dos Coqueiros, Nossa Senhora do Socorro e São Cristóvão), há, também, a periferia intramunicipal (regiões do município de Aracaju mais afastadas do núcleo). Nesta parte da periferia metropolitana, estão localidades como:

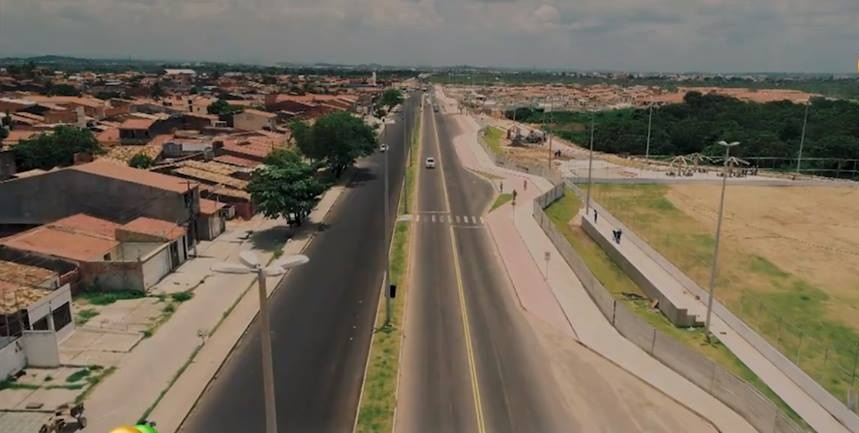
Porto Dantas, Zona Norte de Aracaju.

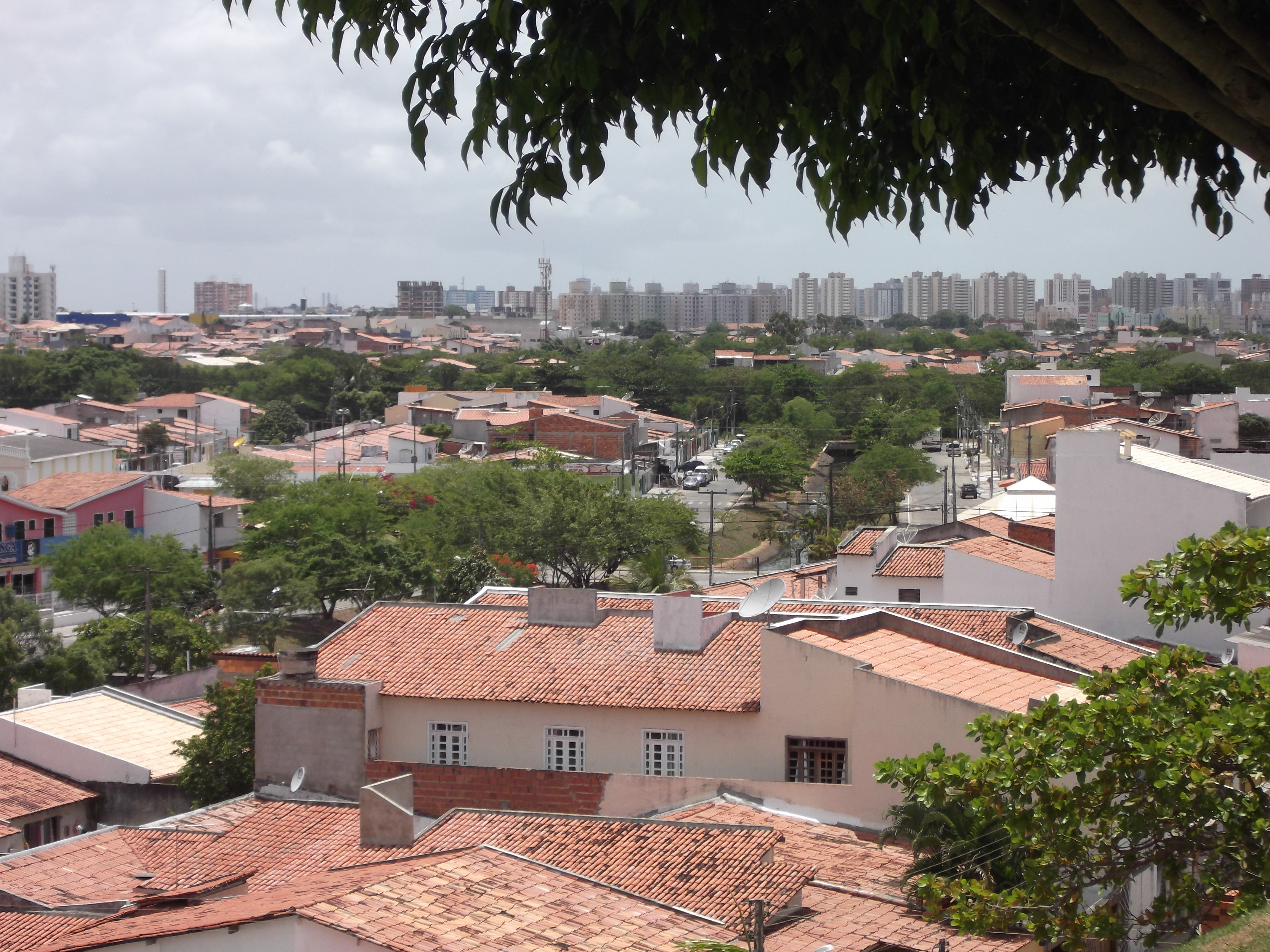
Conjunto Santa Lúcia, na Jabotiana, Zona Oeste de Aracaju.

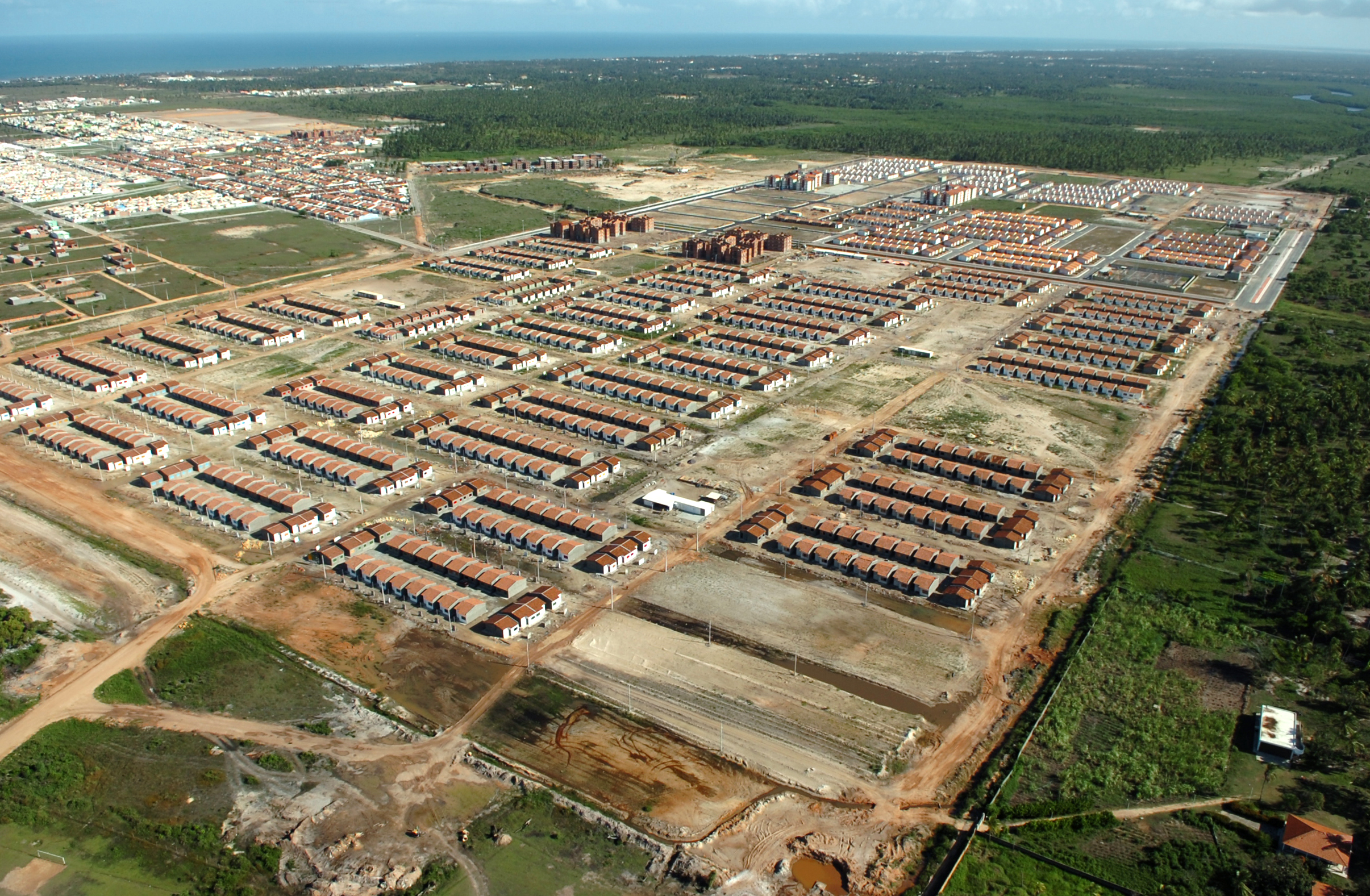
Vista da Zona de Expansão de Aracaju.

- Dezoito do Forte
- Palestina
- Bairro Industrial
- Porto Dantas
- Coqueiral
- Japãozinho
- Ponta da Asa
- Getimana
- Pau Ferro
- Cidade Nova
- Dom Luciano
- Visconde de Maracaju
- Lamarão
- Soledade
- Santos Dumont
- Bugio
- Jardim Centenário
- Almirante Tamandaré
- Riacho Cabral
- José Conrado de Araújo
- Agamenon Magalhães
- Dom Pedro
- Olaria (São Carlos)
- Conjunto Veneza
- Capucho
- Novo Paraíso
- Lourival Batista
- Bairro América
- Ponto Novo
- Costa e Silva
- Castelo Branco
- Médici
- Jardim Baiano
- Jabotiana
- Villa Vitória (residencial)
- Largo da Aparecida
- Sol Nascente
- JK
- Santa Lúcia
- Aloque
- Paraíso do Sul
- Prainha (Marivan)
- Santa Maria (Terra Dura)
- São Conrado
- Orlando Dantas
- Farolândia
- Augusto Franco
- Aeroporto
- Santa Tereza
- Conjunto Beira-Mar
- Estrela do Mar
- Aruana
- 17 de Março
- Bairro Novo
- Povoado São José
- Robalo
- Gameleira
- Areia Branca
- Matapuã
- Mosqueiro

## Pendularidade

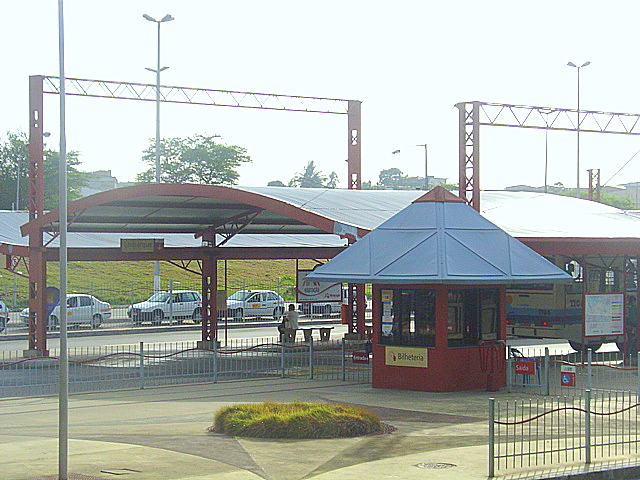
Terminal de integração da Zona Oeste, local de desembarque de moradores de várias localidades de São Cristóvão e Nossa Senhora do Socorro que chegam à capital.

Dentro da RMA, há um grande fluxo de trabalhadores que fazem deslocamentos pendulares diários entre os municípios de Nossa Senhora do Socorro, São Cristóvão e Barra dos Coqueiros e a cidade de Aracaju, tendo como destino, principalmente, o centro da capital, que é o núcleo metropolitano; isto é, moradores dos três municípios da periferia metropolitana que trabalham em Aracaju e retornam para casa diariamente. Esses movimentos pendulares são favorecidos pela curta distância entre os municípios da periferia da área metropolitana e o núcleo (os três municípios periféricos são vizinhos à capital), pelo alastramento da mancha urbana de Aracaju para os 3 municípios metropolitanos do seu entorno, e pelo Sistema Integrado de Transporte Urbano, que atende aos quatro municípios da Grande Aracaju. Esses movimentos pendulares que ocorrem na RMA, contudo, não se assemelham, em intensidade, volume ou complexidade, àqueles que acontecem em grandes áreas metropolitanas do Brasil, como, por exemplo, a Grande São Paulo, o Grande Rio e a Grande Belo Horizonte.

## Infraestrutura

### Ponte Construtor João Alves

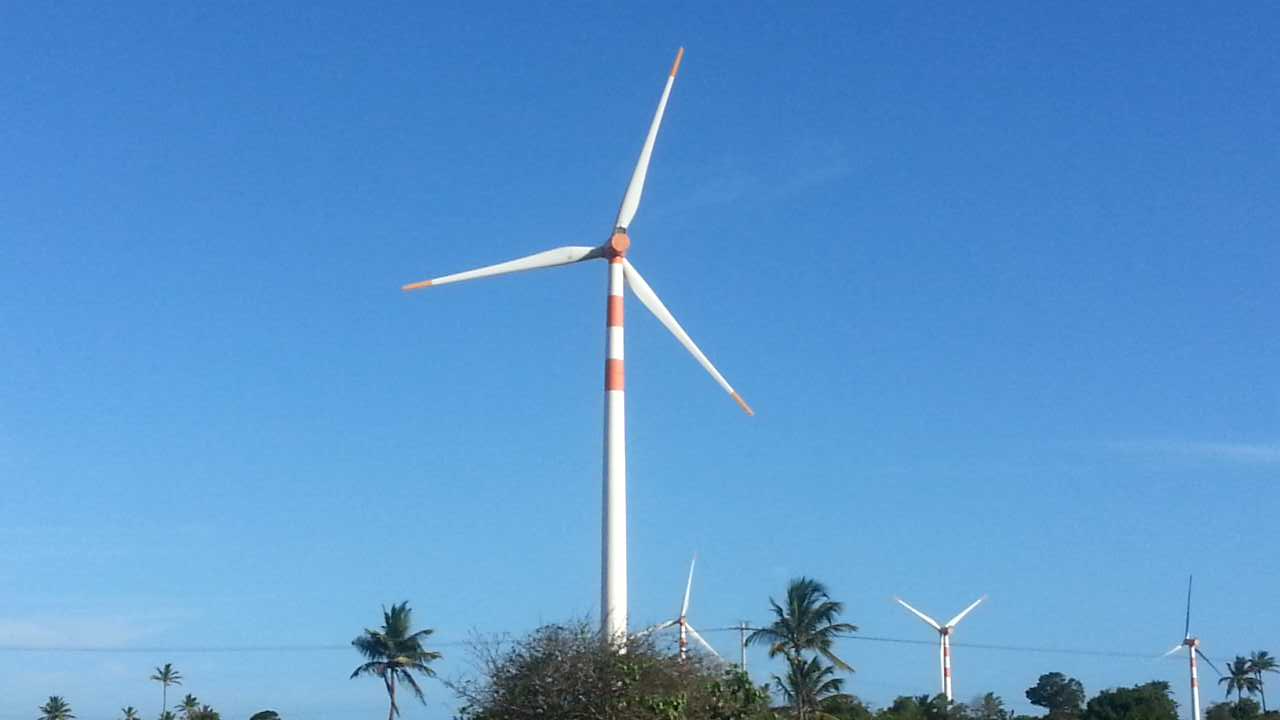
Parque Eólico Barra dos Coqueiros, próximo ao Terminal Marítimo Inácio Barbosa (Porto de Sergipe) e ao Povoado Jatobá.

A Ponte Construtor João Alves faz a ligação entre os municípios de Aracaju e Barra dos Coqueiros, atravessando o Rio Sergipe. A construção da ponte, inaugurada no ano de 2006, teve, como um dos principais objetivos, a facilitação do acesso rodoviário ao Terminal Marítimo Inácio Barbosa, na Barra dos Coqueiros, a partir da capital. No entanto, a construção da ponte também tornou mais prático o deslocamento do centro de Aracaju ao centro da Barra dos Coqueiros, bem como a outras localidades deste município, como Atalaia Nova e Jatobá. Antes da construção da ponte, a travessia entre Aracaju e a Barra dos Coqueiros era feita por meio de barcas ou balsas.
Outras pontes importantes que ligam Aracaju a outros municípios da RM são a Ponte José Rollemberg Leite, que liga o Porto Dantas ao Conjunto Marcos Freire II, em Nossa Senhora do Socorro, e a Ponte João Alves Filho, que liga o Lamarão ao Conjunto João Alves, também no município de Nossa Senhora do Socorro. As duas, porém, são bem menores que a Ponte Aracaju-Barra dos Coqueiros.

### Terminal Marítimo Inácio Barbosa
O Terminal Marítimo Inácio Barbosa, mais conhecido como Porto da Barra dos Coqueiros ou Porto de Sergipe, está situado no município da Barra dos Coqueiros. Fica em um local afastado do Centro, próximo ao Povoado Jatobá, na zona rural do município.
O porto é acessado, a partir da capital, pela Rodovia SE-100, que passa pelo centro da Barra dos Coqueiros, Loteamento Luar da Barra, Olhos d'Água, Capuã, Cajueiro, Porto das Cabras e Jatobá. O cais do porto situa-se a 2.400 metros da costa, na altura da Praia do Jatobá.
O Porto de Sergipe possui armazéns com capacidade para comportar 55 mil toneladas de carga.

### Distrito Industrial de Socorro (DIS)
O Distrito Industrial de Socorro (DIS) está localizado ao norte do Conjunto João Alves, no município de Nossa Senhora do Socorro. O DIS é o maior pólo industrial do Estado de Sergipe. Foi implantado na década de 1980, e dispõe de indústrias de vários segmentos. Lá se concentram empresas das áreas de alimentos, peças automotivas, renovadoras de pneus, cosméticos, malharias, lavanderias industriais, estofamentos, artefatos de cimento, cerâmicas esmaltadas, entre outras áreas.
Atualmente, o Distrito Industrial de Socorro mantém, diretamente, mais de 7.000 empregos.

### Universidade Federal de Sergipe (UFS)

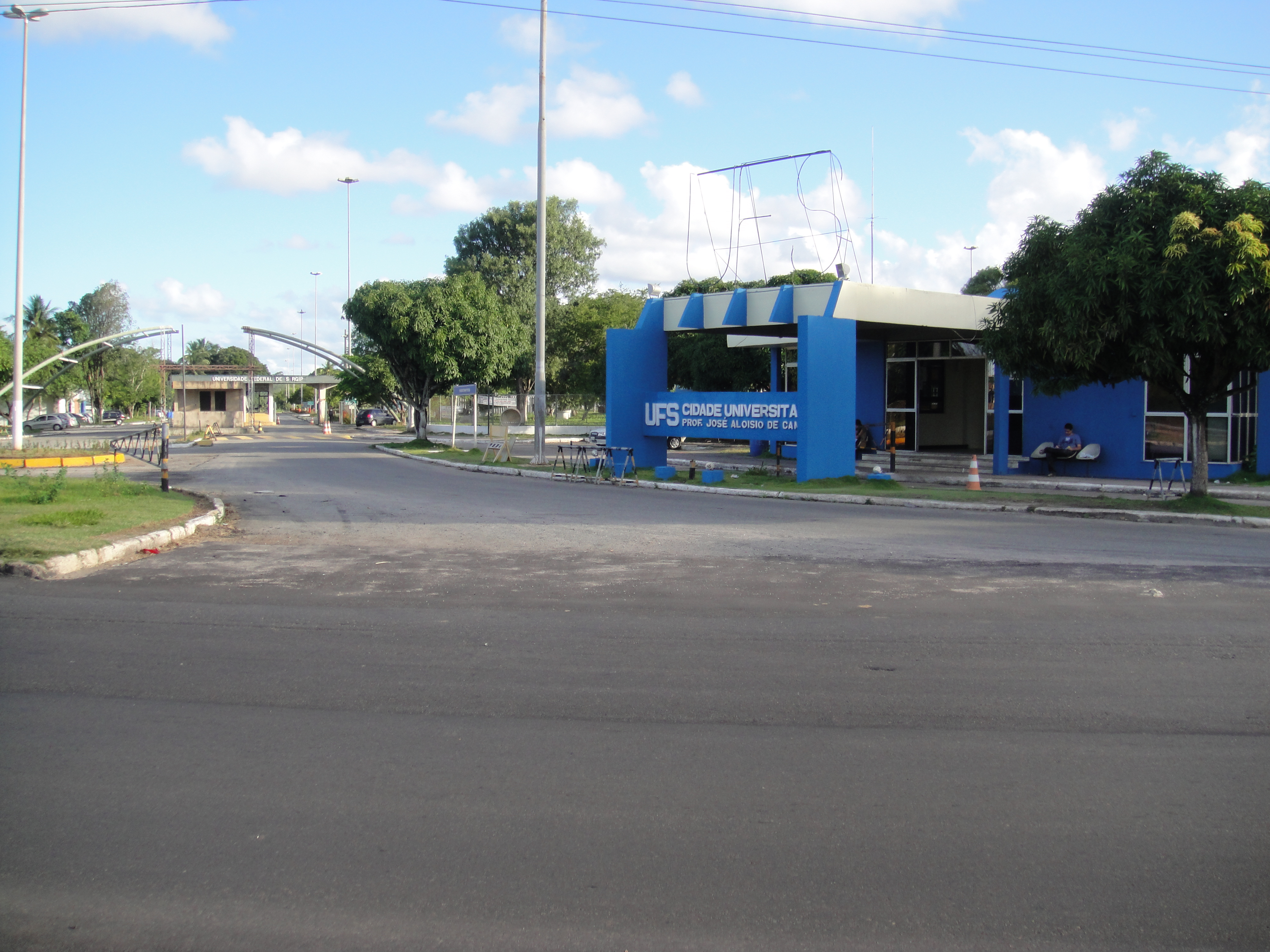
Entrada da Universidade Federal de Sergipe, no bairro Rosa Elze, em São Cristóvão.

A Universidade Federal de Sergipe (UFS) é uma universidade pública localizada no bairro Rosa Elze, no município de São Cristóvão. É uma das principais universidades da Região Nordeste do Brasil, e a única universidade pública de Sergipe.
Localiza-se em uma região de fácil acesso. Em frente ao campus, há um terminal de ônibus do Sistema Integrado de Transporte. Além disso, muitos estudantes da UFS moram no Conjunto Eduardo Gomes ou em conjuntos vizinhos, como o Luiz Alves e o Tijuquinha, que ficam muito próximos à universidade.
A instituição é responsável por uma parte significativa da produção científica do estado.

### Transporte público

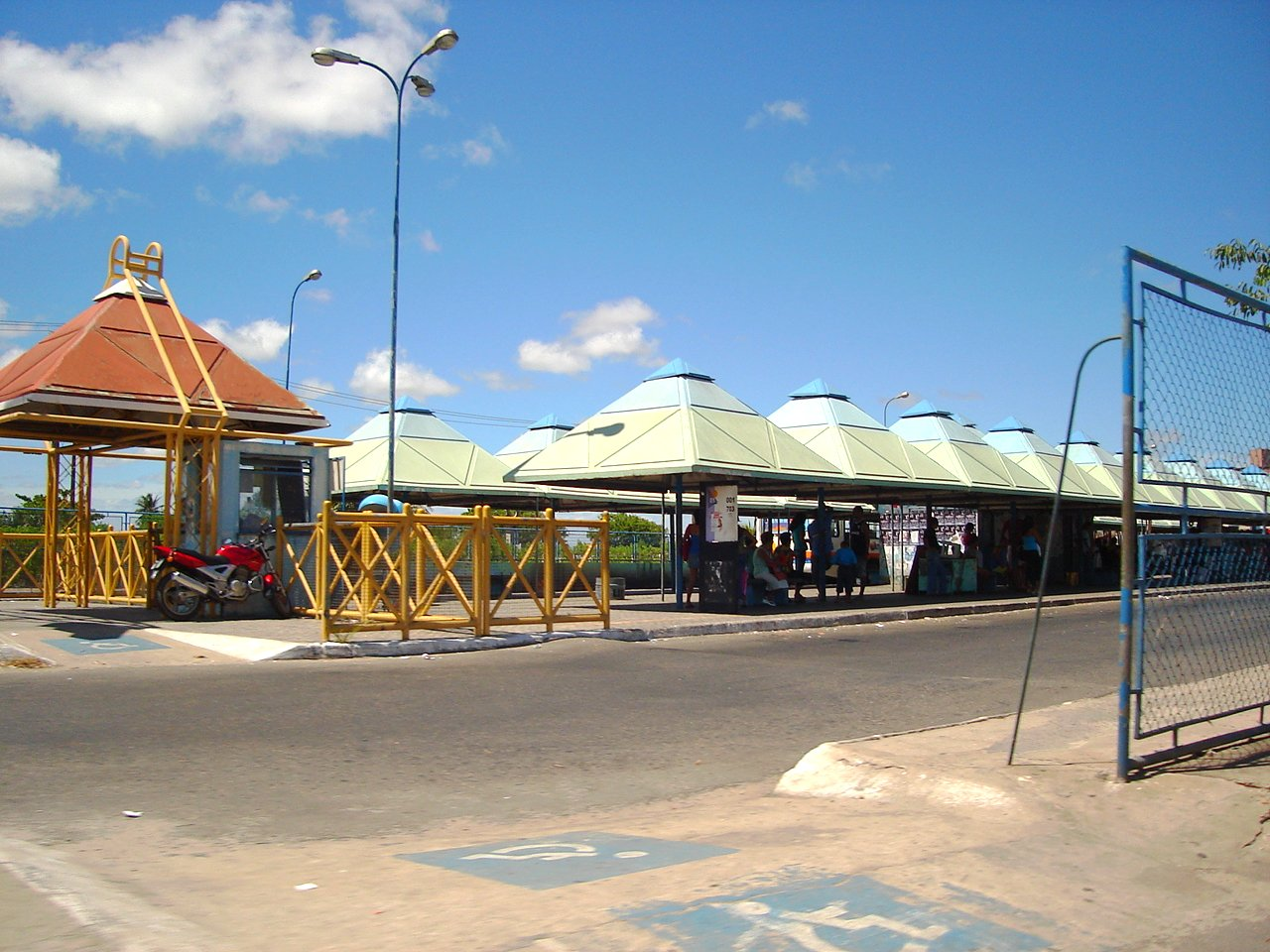
Terminal de integração do DIA (Distrito Industrial de Aracaju), no bairro Inácio Barbosa.

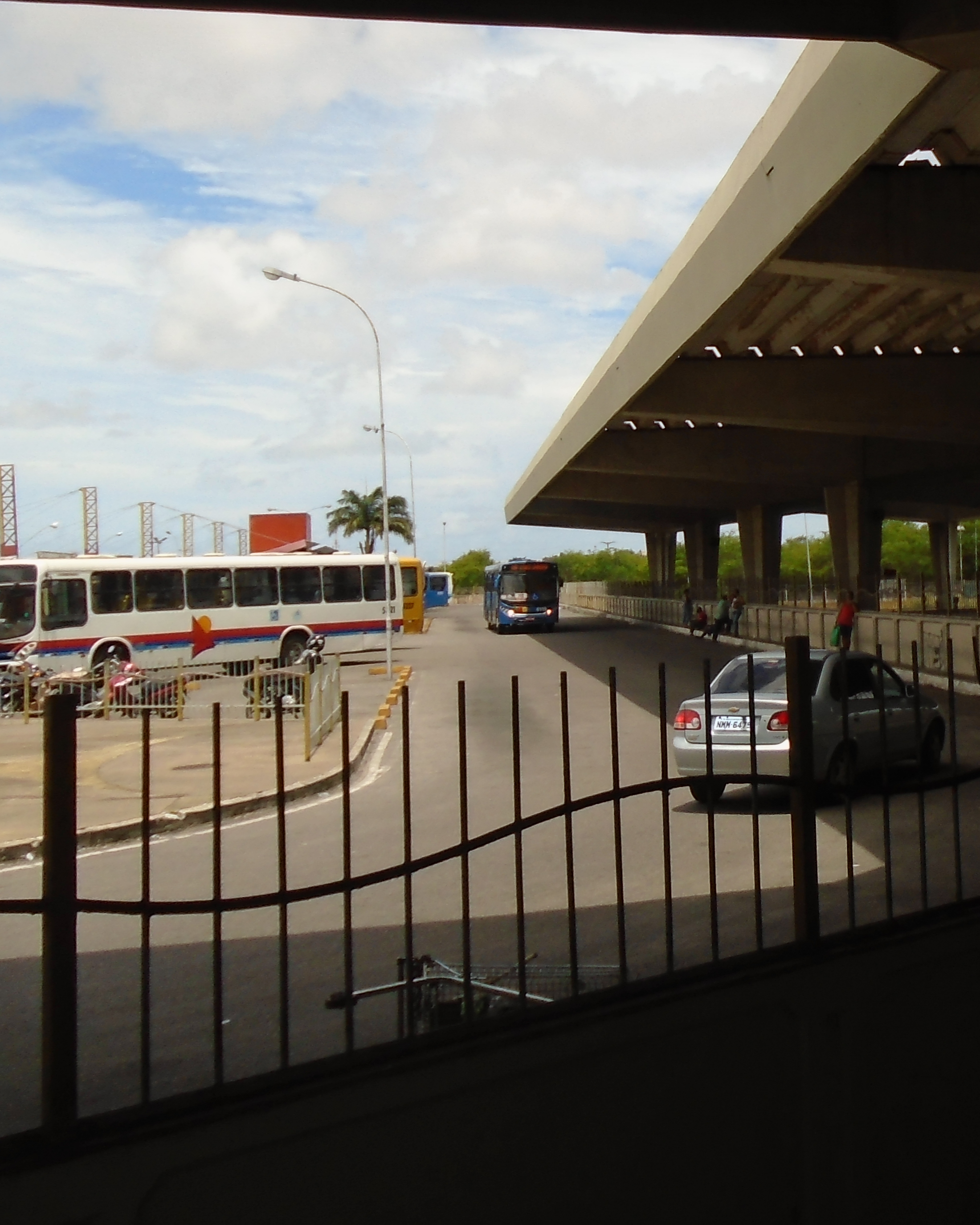
Ônibus do SIT no bairro Capucho, na Zona Oeste de Aracaju, a principal entrada da capital.

O serviço de ônibus urbanos na área metropolitana de Aracaju é feito pelo Sistema Integrado de Transporte (SIT), que é um sistema baseado em terminais de integração fechados, linhas integradas e passagem única. Esse sistema disponibiliza linhas alimentadoras que transportam os passageiros dos bairros para dentro dos terminais integração, onde podem embarcar gratuitamente em outros ônibus e chegar aos seus destinos.
O Sistema Integrado Metropolitano (SIM) é a integração da maioria dos povoados, conjuntos habitacionais e bairros dos municípios da Barra dos Coqueiros, São Cristóvão e Nossa Senhora do Socorro (tais como Eduardo Gomes, Luiz Alves, Tijuquinha, Conjunto Jardim, Parque dos Faróis, Parque São José, Palestina, Quissamã, Cardoso, João Alves, Fernando Collor, Marcos Freire I, II e III, Piabeta, Atalaia Nova etc.) ao Sistema Integrado de Transporte.

#### Terminais de integração do SIT
Atualmente, os terminais do Sistema Integrado de Transporte distribuídos pela Região Metropolitana de Aracaju são os que seguem:
Terminal DIA, no Inácio Barbosa, próximo aos conjuntos Médici, no bairro Luzia, e Leite Neto, no bairro Grageru;
Terminal da Zona Sul, logo após o final da Avenida Beira-Mar, na altura da Atalaia, e próximo aos bairros Aeroporto, Farolândia e Coroa do Meio;
Terminal do Centro, vizinho ao Terminal Rodoviário Luiz Garcia (também conhecido como Rodoviária Velha), no centro da cidade;
Terminal do Mercado, no início do Bairro Industrial, entre os locais do antigo Terminal do Mercado e do Terminal da Zona Norte, ambos extintos;
Terminal Maracaju, no final da Avenida Presidente Juscelino Kubitschek, entre os bairros Santos Dumont e Cidade Nova;
Terminal da Zona Oeste, no Capucho, vizinho ao Terminal Rodoviário José Rollemberg Leite (também conhecido como Rodoviária Nova) e próximo aos bairros América e Jabotiana;
Terminal do Campus, em frente à Universidade Federal de Sergipe (UFS), no bairro Rosa Elze, próximo ao conjunto Eduardo Gomes, no município de São Cristóvão;
Terminal do Marcos Freire, entre os conjuntos Marcos Freire I e Marcos Freire II, no município de Nossa Senhora do Socorro;
Terminal da Barra dos Coqueiros, no centro do município, na região entre o Bairro Baixo e o conjunto Prisco Viana;
Terminal de São Cristóvão, no centro histórico da cidade (este é o único terminal de integração localizado fora do núcleo urbano principal da área metropolitana de Aracaju).

### Saneamento
Aracaju tem tido, durante décadas, muitos problemas no que diz respeito à gestão da água no meio urbano, principalmente no que concerne ao tratamento de esgotos, disponibilidade hídrica e drenagem urbana. A Região Metropolitana de Aracaju apresenta sérios problemas com relação à coleta e tratamento de esgotos, o que contribui para a degradação dos seus rios e afeta a saúde da população. Cerca de 70% da água consumida na RM é proveniente do Rio São Francisco, localizado a mais de 100 km de distância da Grande Aracaju, já que há uma baixa disponibilidade hídrica dos rios locais. Esse fato reduz os efeitos dos problemas relativos à gestão da água sobre a população, dado que eles não atingem diretamente a principal fonte de água para o abastecimento da área metropolitana de Aracaju. A gestão de resíduos sólidos na Grande Aracaju não é uniforme, tendo maior cobertura na capital. Não há um destino final adequado para os resíduos coletados. A coleta seletiva é muito incipiente, restrita à cidade de Aracaju, e predominam os lixões a céu aberto, que concentram vetores de doenças e contaminam as águas subterrâneas e superficiais.

## IDH-M dos municípios da Região Metropolitana
Dos 75 municípios do Estado de Sergipe, apenas Aracaju apresenta um IDH Municipal considerado alto. Entretanto, os demais municípios da RMA aparecem entre os primeiros colocados no ranking dos municípios do Estado por IDH-M.

### Lista dos municípios
| Posição no ranking dos 75 municípios do Estado | Município                | Dados de 2010 | Dados de 2010 | Dados de 2010 | Dados de 2010 |
| Posição no ranking dos 75 municípios do Estado | Município                | IDH-M         | IDH-R         | IDH-L         | IDH-E         |
| IDH-M alto                                     | IDH-M alto               | IDH-M alto    | IDH-M alto    | IDH-M alto    | IDH-M alto    |
| ---------------------------------------------- | ------------------------ | ------------- | ------------- | ------------- | ------------- |
| 1                                              | Aracaju                  | 0,770         | 0,784         | 0,823         | 0,708         |
| IDH-M médio                                    |                          |               |               |               |               |
| 3                                              | São Cristóvão            | 0,662         | 0,624         | 0,800         | 0,581         |
| 5                                              | Nossa Senhora do Socorro | 0,649         | 0,647         | 0,782         | 0,545         |
| 6                                              | Barra dos Coqueiros      | 0,647         | 0,627         | 0,782         | 0,552         |

## Geografia física

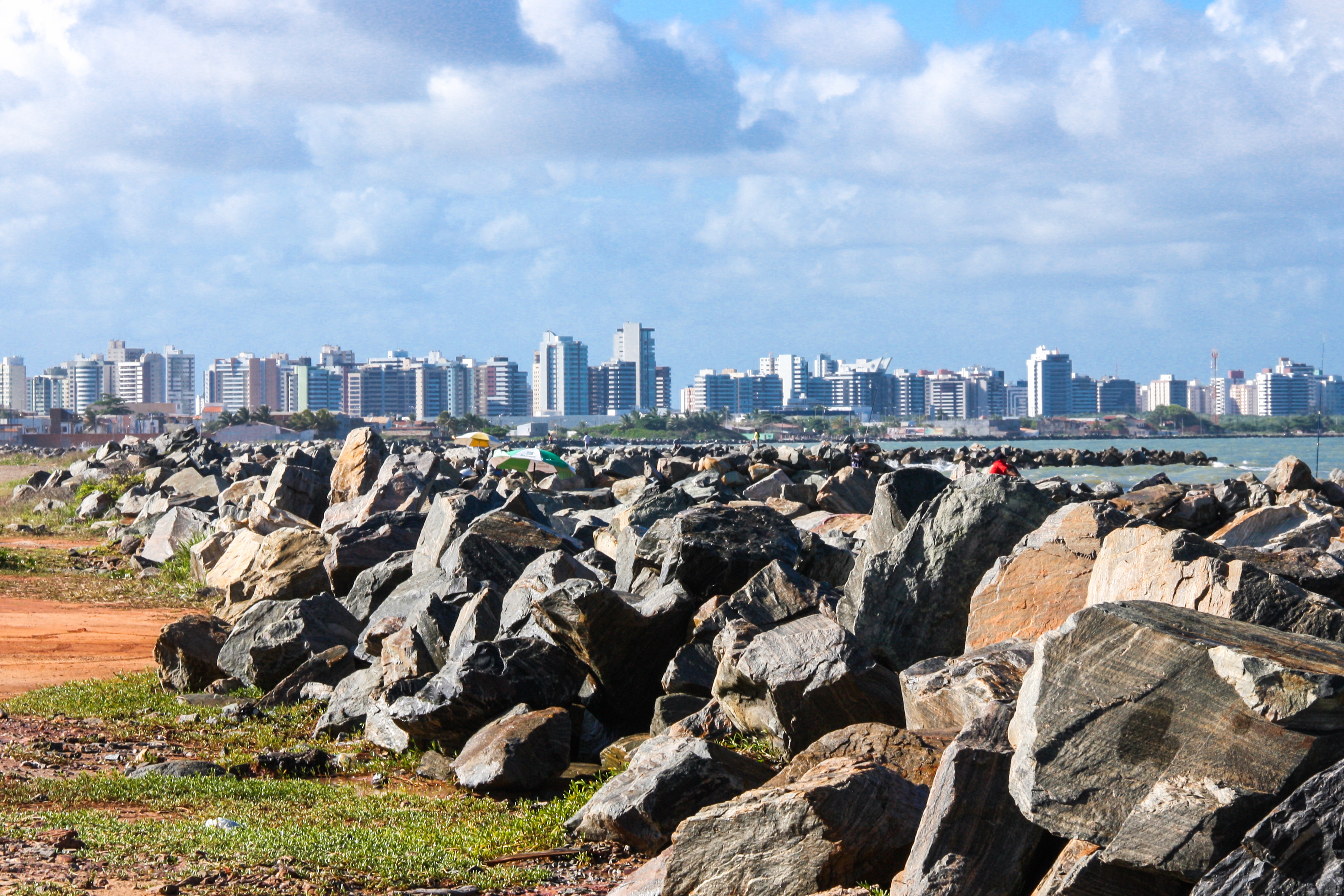
Coroa do Meio, bairro localizado junto à foz do Rio Sergipe.

Todo o território da Região Metropolitana de Aracaju está a uma baixa altitude, havendo nessa área apenas terras planas ou levemente onduladas - essa é uma característica do relevo de quase todo o Estado de Sergipe.
Os rios do Sal, Sergipe, Poxim e Vaza-Barris são alguns dos principais da região. Todos possuem vastas áreas de mangue em grande parte das suas margens.
A costa marítima da RMA se estende do Mosqueiro, no extremo sul da Zona de Expansão de Aracaju, ao Pontal da Barra, no extremo norte do município da Barra dos Coqueiros. O Litoral Sul e o Litoral Norte são separados pela foz do Rio Sergipe.

## Conservação ambiental

### Parque da Cidade

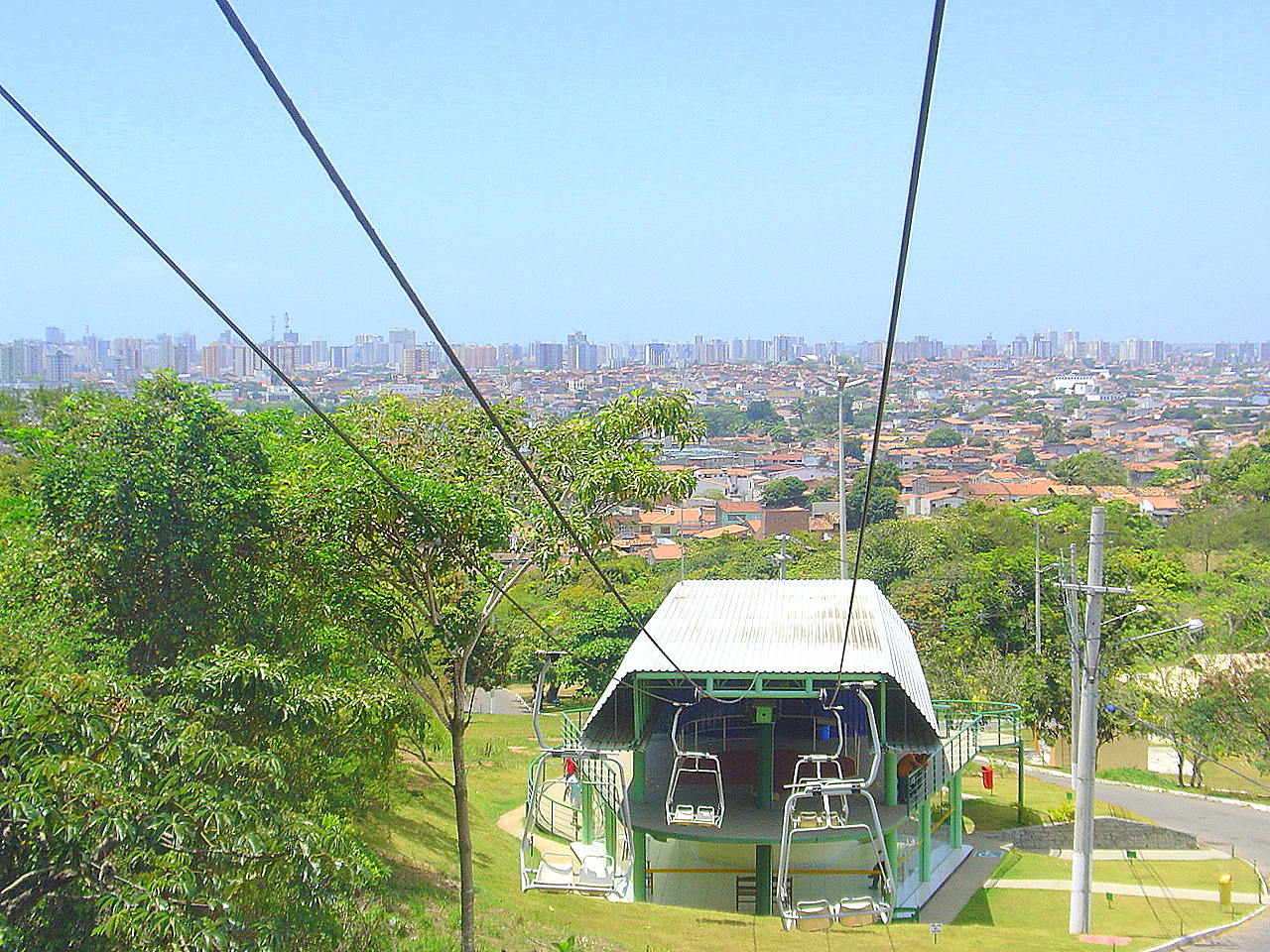
Teleférico do Parque da Cidade.

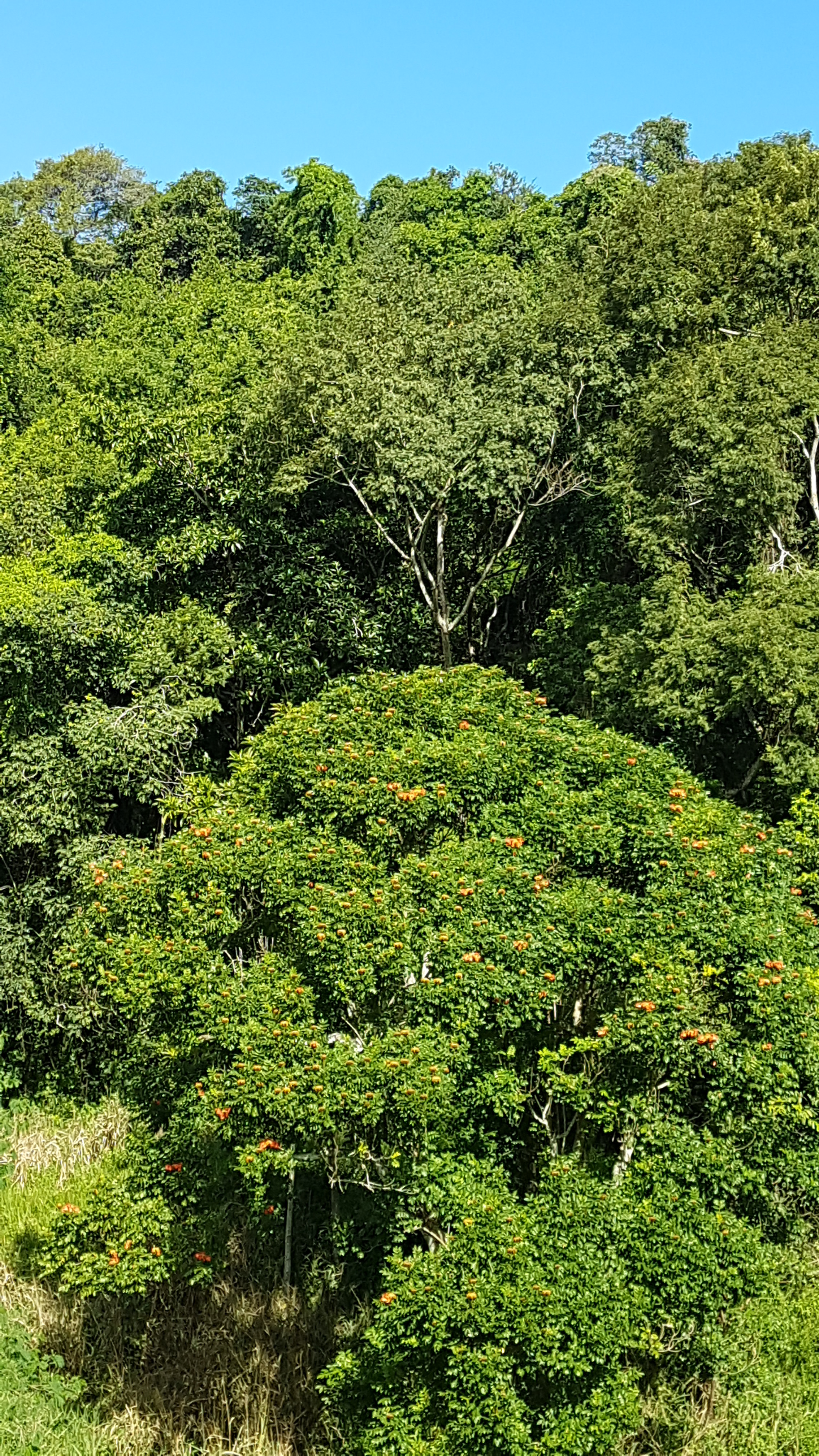
Reserva de Mata Atlântica do Parque da Cidade.

O Parque Governador José Rollemberg Leite, mais conhecido como Parque da Cidade, está localizado no Morro do Urubu, no bairro Porto Dantas, Zona Norte da capital, e possui uma área de um milhão e quinhentos mil metros quadrados. O parque foi construído por João Alves Filho, o então prefeito de Aracaju, mas não chegou a ser utilizado pela população da cidade, pois as fortes chuvas que caíram em 1979 prejudicaram suas instalações e infraestrutura.
No ano de 1985, o parque foi reinaugurado, contando com as presenças do homenageado, o ex-governador José Rollemberg Leite, Dom Luciano Cabral Duarte, além de várias autoridades, artistas e a população em geral.
Em 2006, o Parque da Cidade passou por reforma e revitalização, sendo, hoje, um dos lugares mais agradáveis de Aracaju. Destacam-se seus lagos, um pequeno zoológico, um teleférico e diversas áreas esportivas.

### Floresta Nacional do Ibura
No município de Nossa Senhora do Socorro, o governo federal criou, em 2005, a Floresta Nacional do Ibura, com uma área de 144.017 hectares. A floresta fica situada às margens da BR-101, a cerca de 11km de Aracaju, e tem, como objetivos, promover o uso sustentável dos recursos florestais, a manutenção do banco de sementes de espécies nativas, além da proteção dos recursos florestais e da biodiversidade, recuperação de áreas e pesquisa científica.
Com a criação da Floresta Nacional do Ibura, o Brasil passou a ter 70 florestas nacionais, que, juntas, correspondem a um total de 18.550.465 hectares sob a administração do Ibama.

## Economia

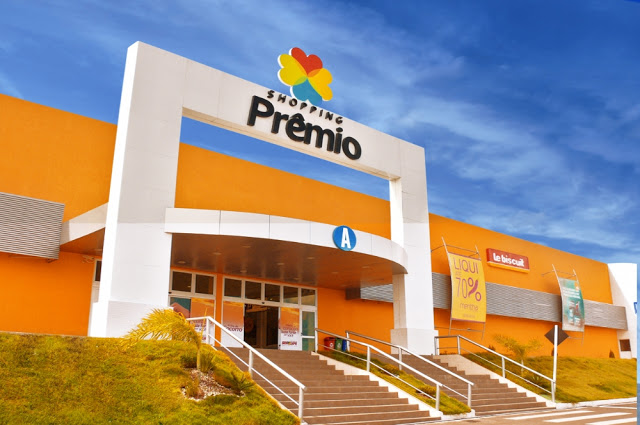
Entrada do Shopping Prêmio, no Conjunto Marcos Freire I, em Nossa Senhora do Socorro.

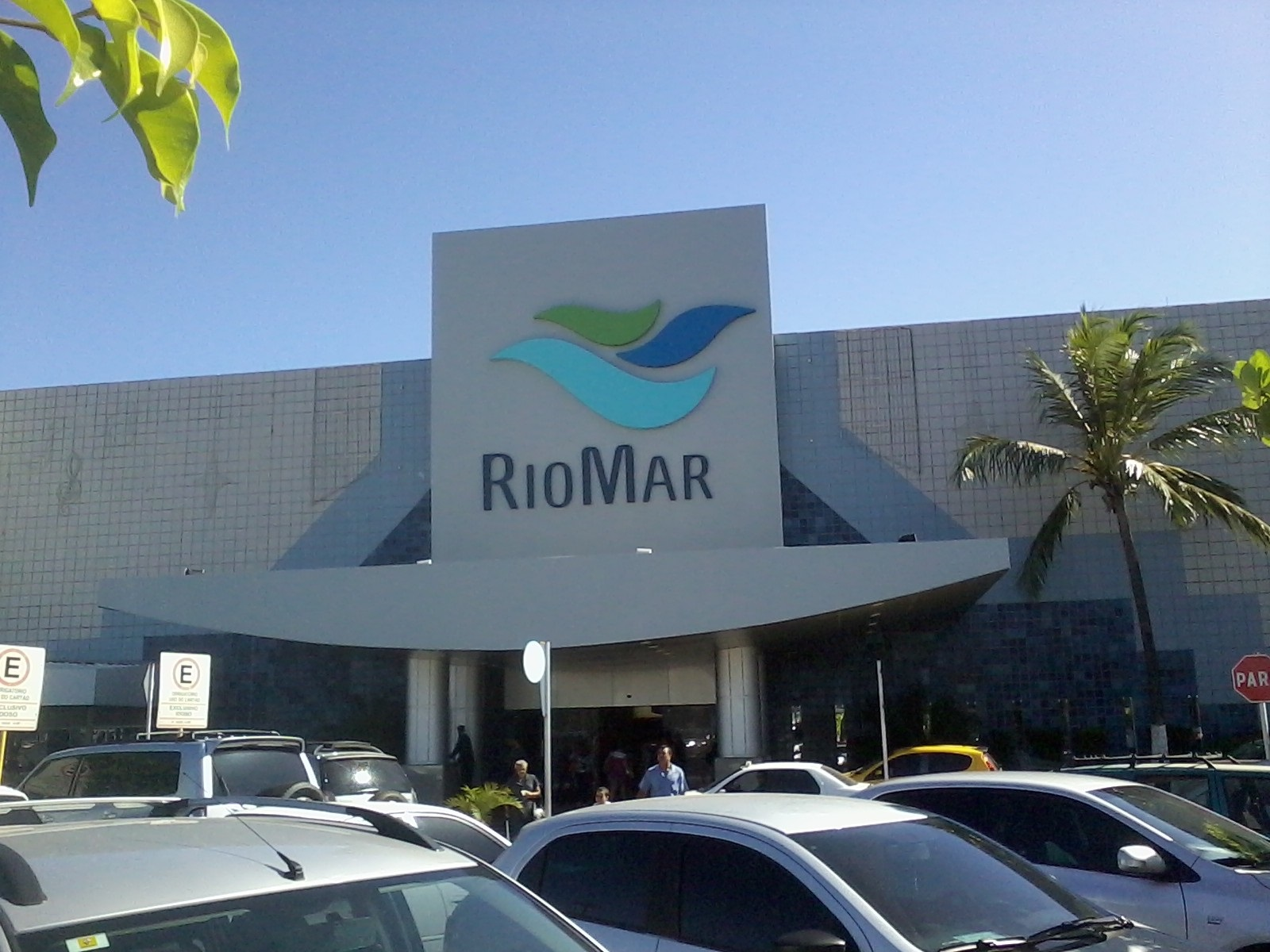
Entrada do Shopping RioMar, na Coroa do Meio, Zona Sul de Aracaju.

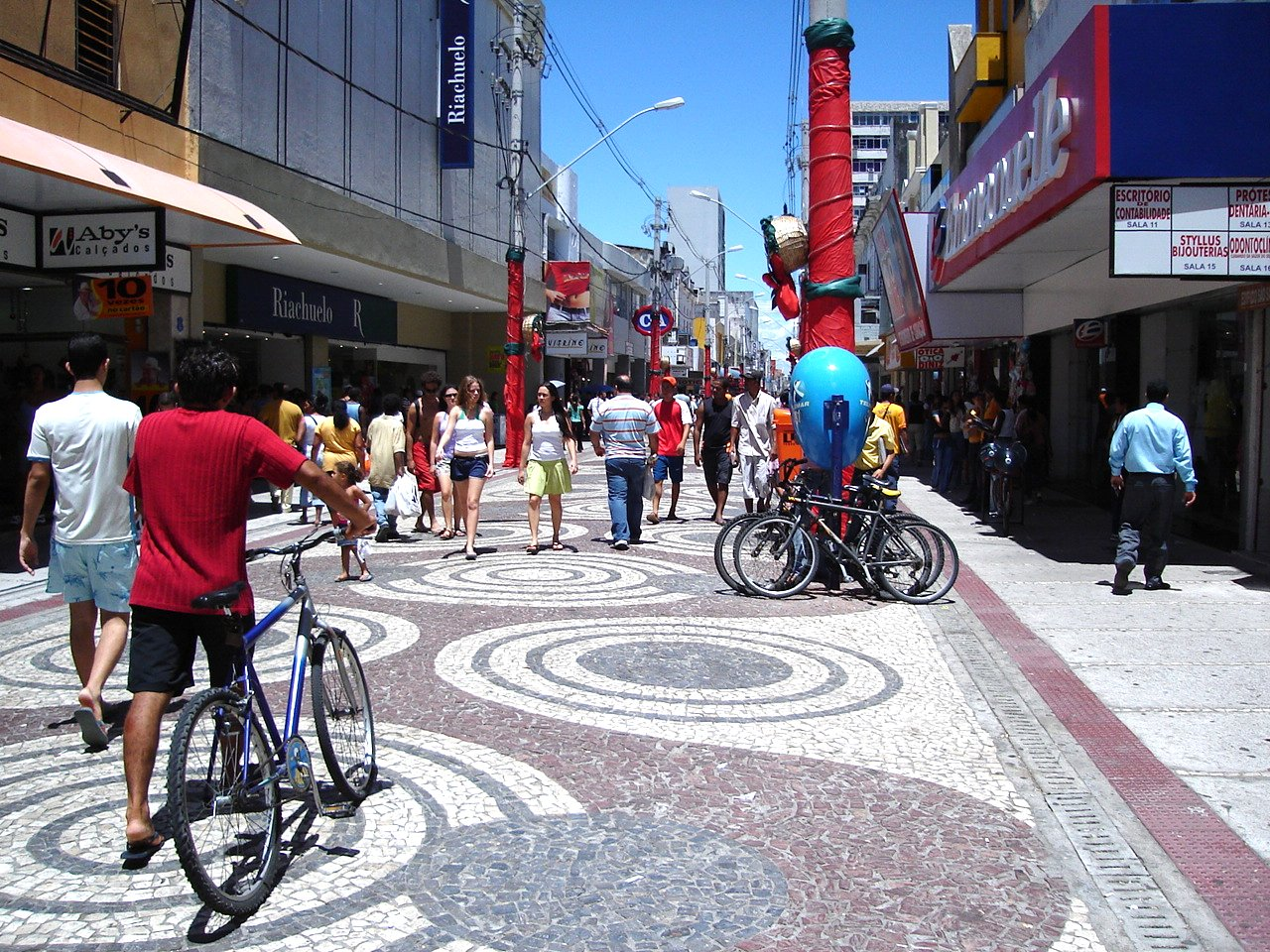
Calçadão da Rua João Pessoa, no centro da cidade de Aracaju.

A Região Metropolitana de Aracaju é o principal pólo industrial do estado, destacando-se as áreas de extração mineral, petroquímica, de construção civil e de produção de alimentos. O comércio e o turismo também merecem destaque.
É também o principal centro de pesquisa e tecnologia, abrigando a maior parte das universidades e faculdades do estado de Sergipe, além de instituições científicas importantes como a Codevasf e a Embrapa.

## Turismo

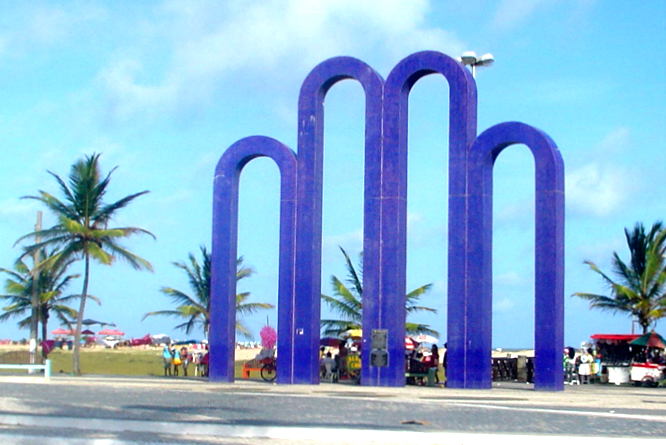
Arcos da Orla da Atalaia, na Zona Sul de Aracaju.

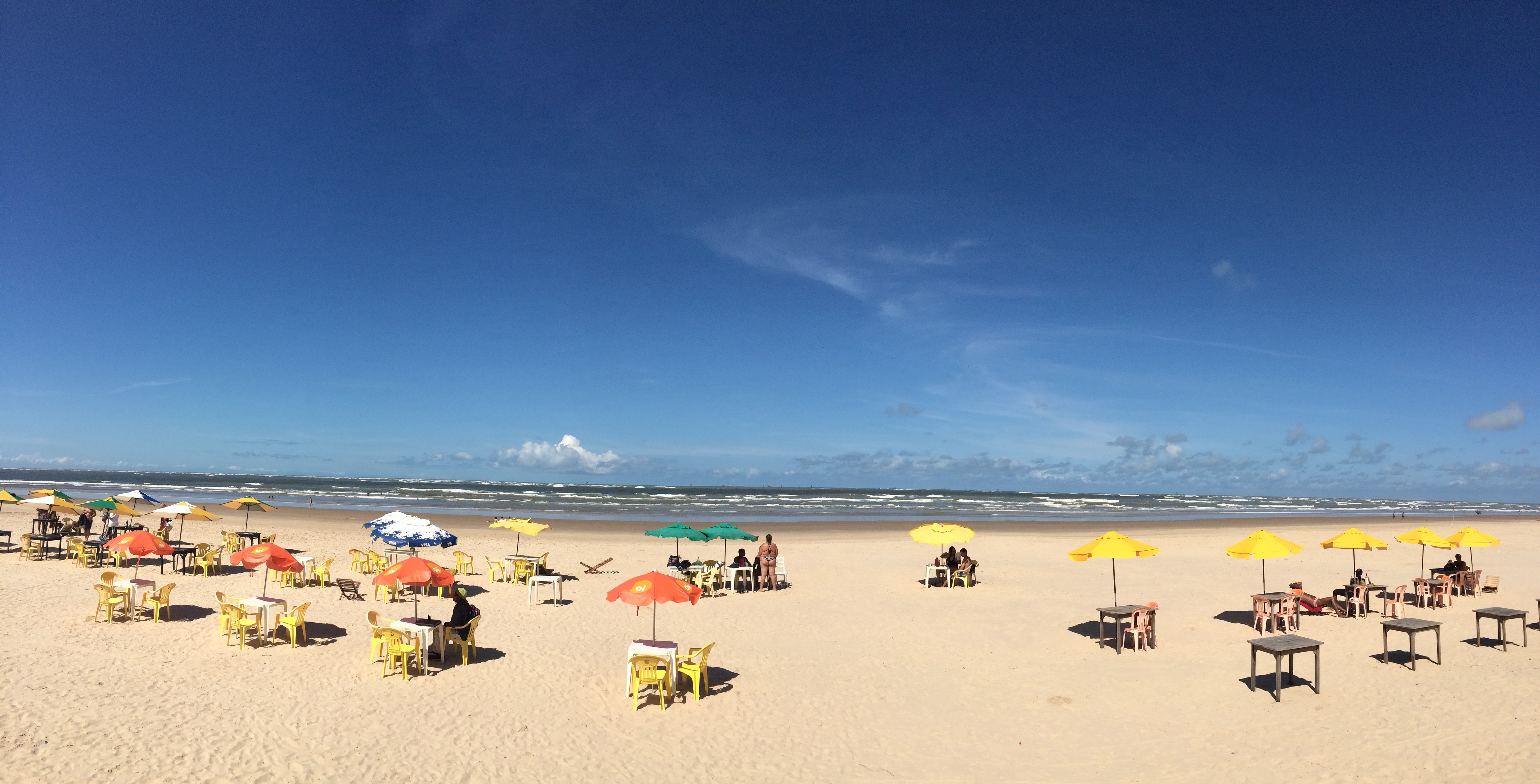
Praia da Atalaia, uma das principais da capital.

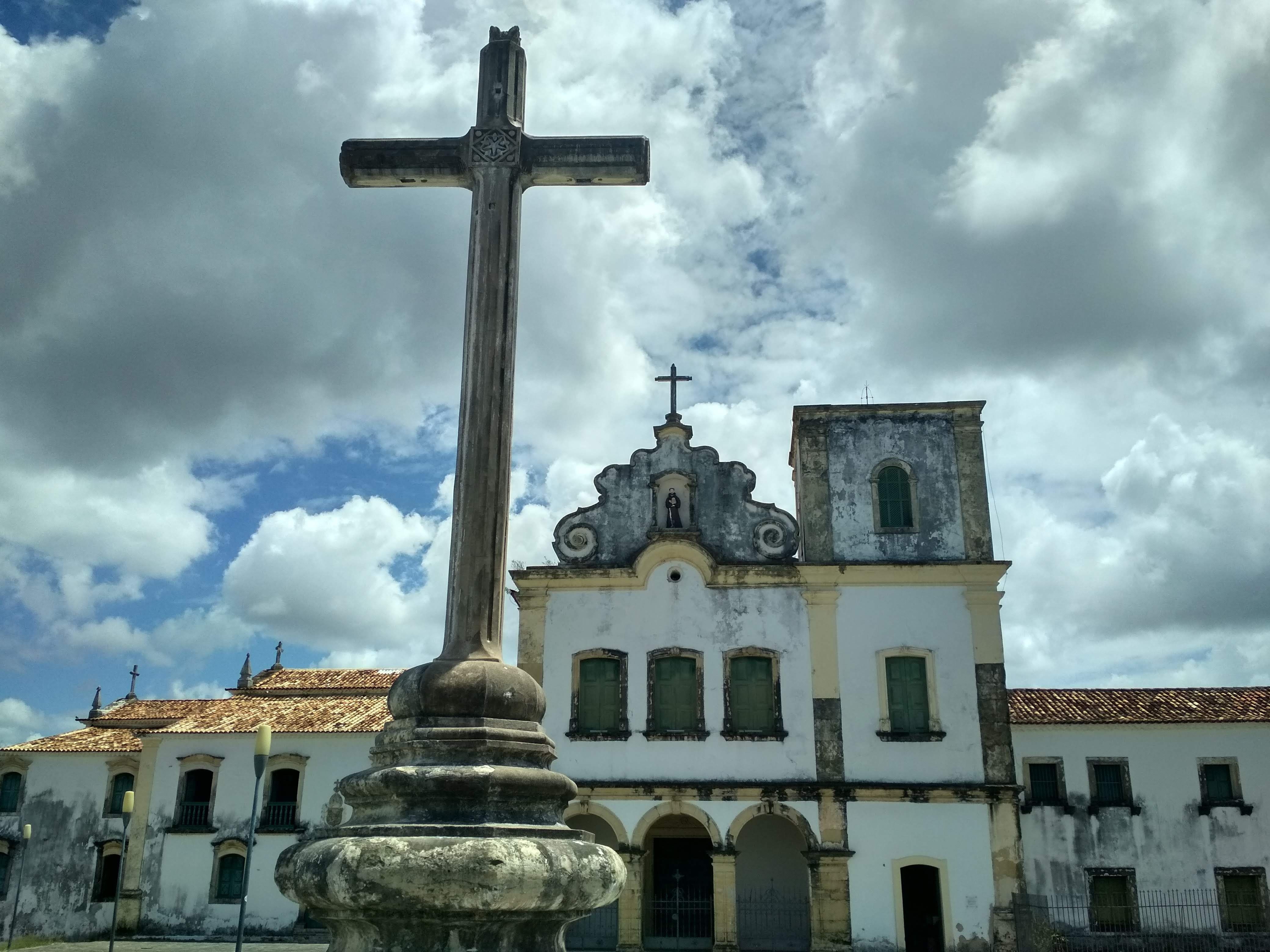
Vista da Praça São Francisco, no centro histórico de São Cristóvão.

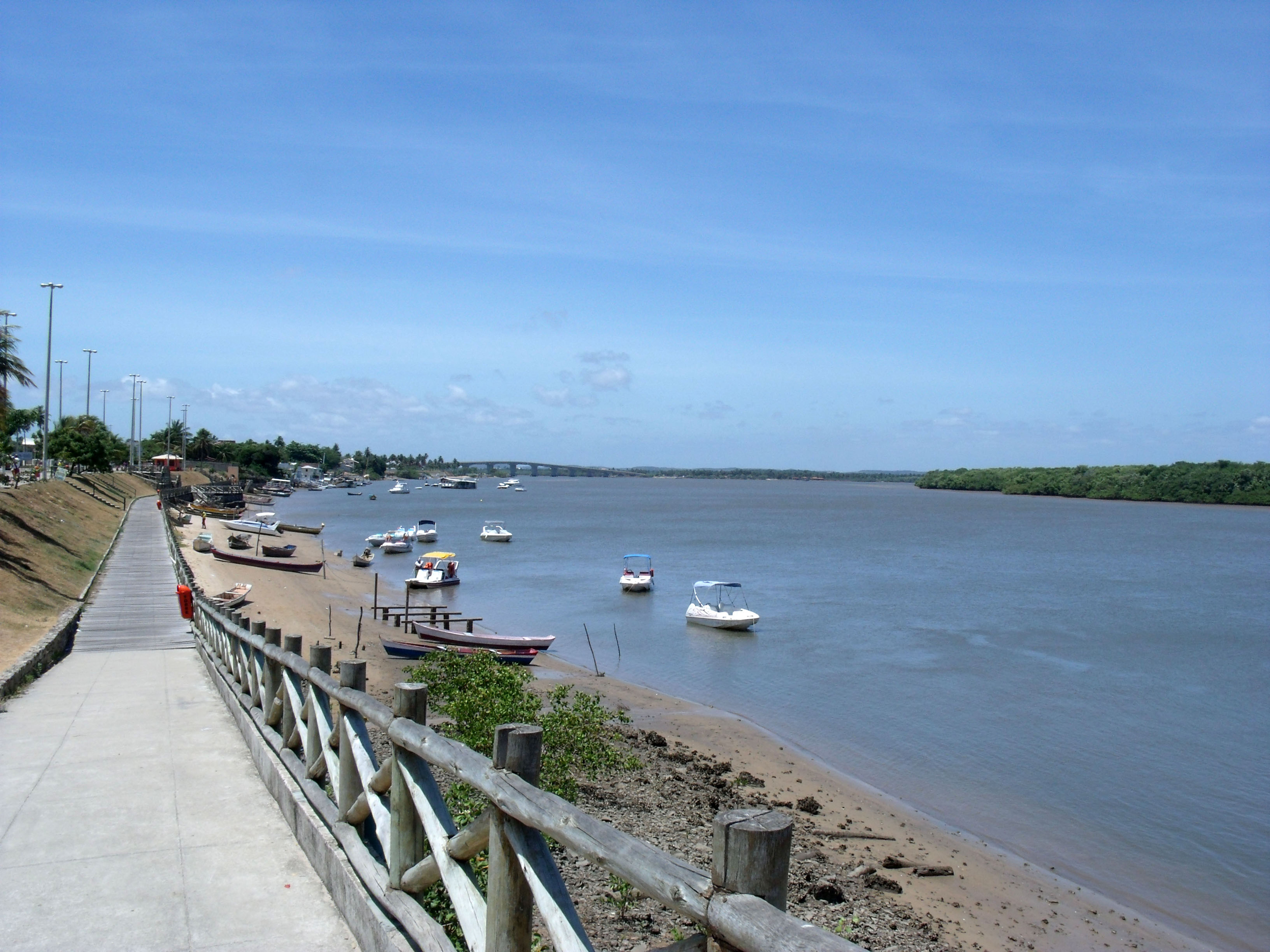
Rio Vaza-Barris, no Mosqueiro, Zona de Expansão de Aracaju.

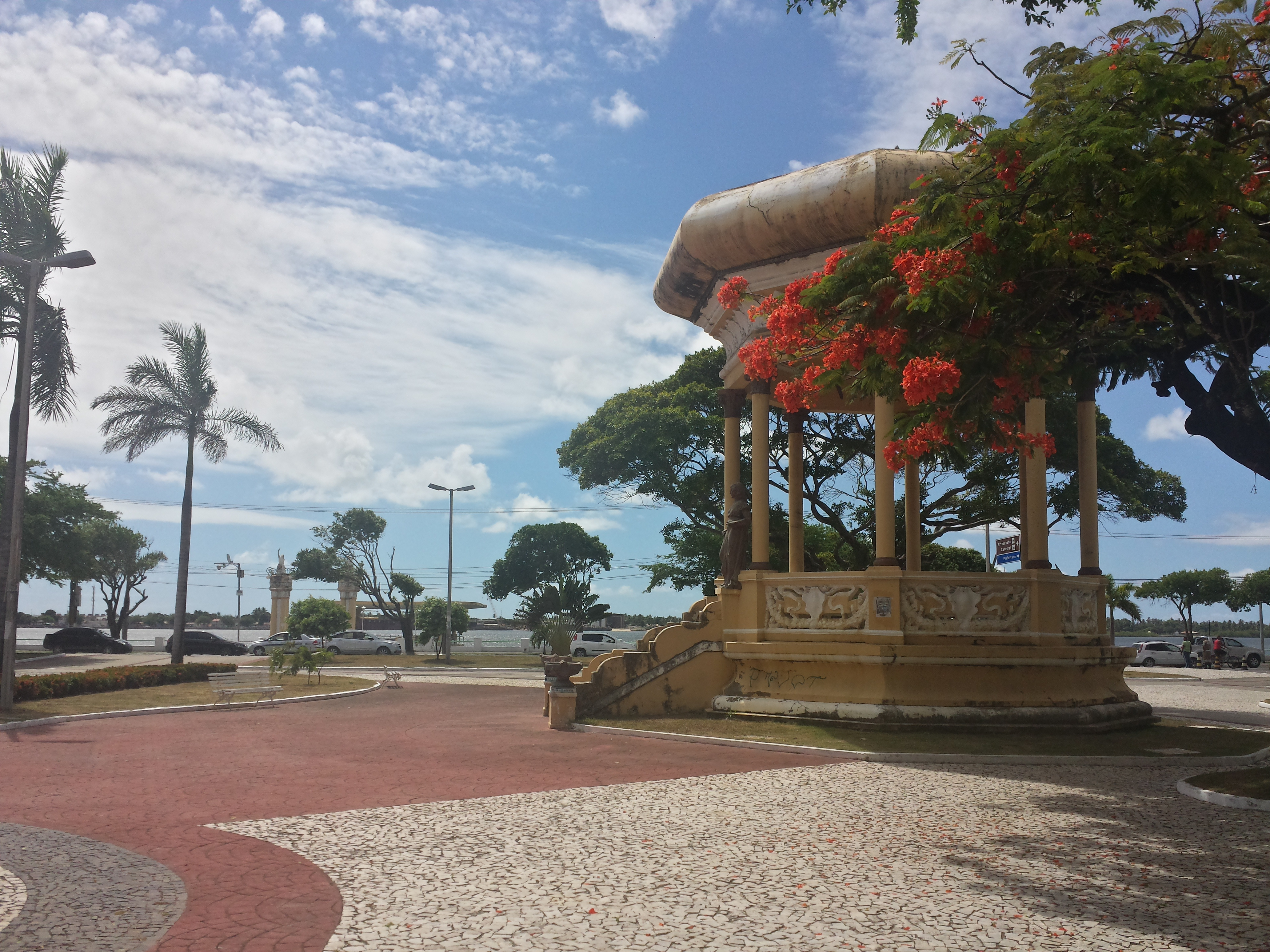
Praça Fausto Cardoso, no centro de Aracaju, com a Ponte do Imperador ao fundo.

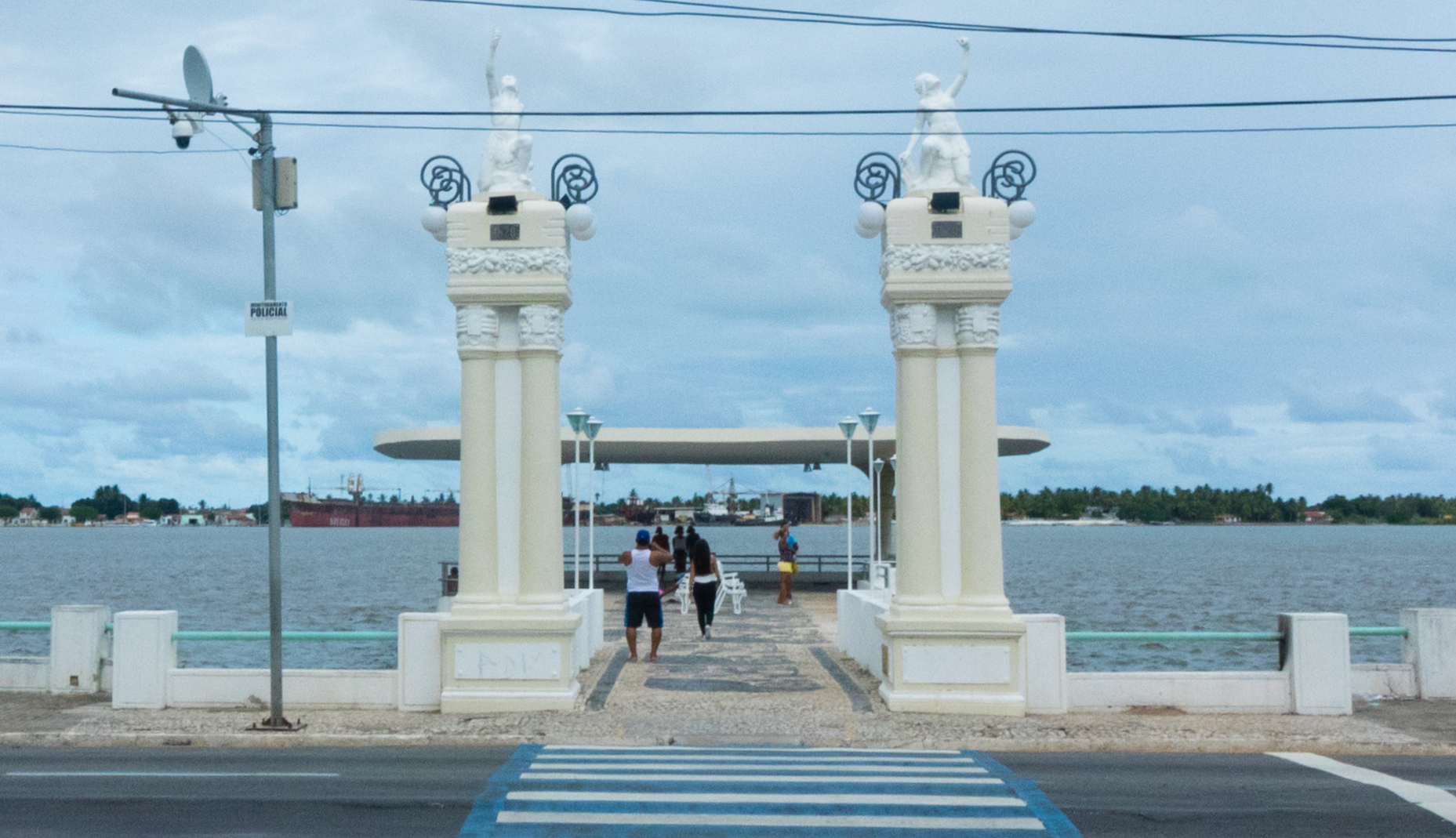
Vista da Ponte do Imperador, na Avenida Ivo do Prado, no Centro, com o Rio Sergipe e a Barra dos Coqueiros ao fundo.

Das muitas atrações turísticas que há dentro da área metropolitana de Aracaju, a Orla da Atalaia é uma das principais. Com 6 km de extensão, está localizada na Zona Sul de Aracaju, a 9 km do centro da capital. A maioria dos principais hotéis e restaurantes de Aracaju se localizam nas proximidades da orla. Grande parte dos restaurantes que servem pratos típicos da região situam-se num corredor chamado Passarela do Caranguejo, onde há um monumento em forma de "caranguejo gigante", um famoso ponto turístico de Aracaju.
Já no município de São Cristóvão, há o centro histórico da cidade. São Cristóvão foi tombada pelo Instituto do Patrimônio Histórico e Artístico Nacional em 23 de janeiro de 1967. Em nível estadual, a cidade já havia sido elevada à categoria de Cidade Histórica pelo Decreto-lei nº. 94 de 22 de junho de 1938. A cidade conserva, desde o período colonial, vários edifícios históricos, além de tradições como as romarias e as festas religiosas. A festa de Nosso Senhor dos Passos, por exemplo, ainda atrai fiéis de vários estados do Brasil.

## Região de Planejamento da Grande Aracaju
O Território da Região de Planejamento da Grande Aracaju foi criado através do Decreto Estadual nº. 24.338, de 20 de abril de 2007, e se constitui em uma das unidades de planejamento do Estado de Sergipe, que servem de base para a promoção do desenvolvimento sustentável e equânime entre as regiões do estado. Essa Região de Planejamento se localiza no centro-leste de Sergipe e é a mais populosa do estado, sendo formada por nove municípios: Aracaju, Barra dos Coqueiros, Nossa Senhora do Socorro, São Cristóvão, Itaporanga d'Ajuda, Laranjeiras, Maruim, Riachuelo e Santo Amaro das Brotas (os mesmos municípios da antiga Região Metropolitana da Grande Aracaju (RGA). A Região de Planejamento não deve ser confundida com a Região Metropolitana de Aracaju, instituída no ano de 1995, que é, por vezes, chamada informalmente de "Grande Aracaju", entretanto é composta apenas pelos municípios de Aracaju, Barra dos Coqueiros, Nossa Senhora do Socorro e São Cristóvão.

## Arranjo populacional de Aracaju e outros municípios integrados à concentração urbana

Os limites da Região Geográfica Imediata de Aracaju, destacada no mapa, são quase os mesmos da área integrada devido ao fluxo pendular composta por 19 municípios da Região Metropolitana e do Interior do Estado identificada, em 2014, pelo IBGE.

Apesar de não pertencerem oficialmente à RMA, nem integrarem a aglomeração urbana formada pelos quatro municípios dessa região que apresentam contiguidade de manchas urbanas entre si (conurbação resultante da expansão da mancha urbana de Aracaju para os municípios vizinhos de Nossa Senhora do Socorro, São Cristóvão e Barra dos Coqueiros, o que, combinado a outros fenômenos também encontrados na RMA, como a pendularidade entre esses quatro municípios, caracteriza o processo de metropolização), os municípios de Itaporanga d'Ajuda, Laranjeiras, Riachuelo, Maruim, Santo Amaro das Brotas, Areia Branca, Rosário do Catete, Divina Pastora, Siriri, Santa Rosa de Lima, Carmópolis, General Maynard, Capela, Japaratuba e Pirambu, além dos quatro municípios metropolitanos, apresentam, segundo o IBGE, um nível considerável de deslocamentos pendulares entre si, compondo, dessa forma, uma vasta área significativamente integrada, mais extensa que a da Região Metropolitana de Aracaju. Ademais, o Instituto Brasileiro de Geografia e Estatística identificou Aracaju, Nossa Senhora do Socorro, São Cristóvão, Barra dos Coqueiros, Laranjeiras, Riachuelo, Maruim, Rosário do Catete, Siriri, Divina Pastora, Carmópolis e General Maynard como integrantes do arranjo populacional de Aracaju, tendo como base, principalmente, os movimentos pendulares. Embora ocorram deslocamentos pendulares entre todos os 19 municípios que compõem a área integrada mencionada acima, há, entre os municípios pertencentes ao arranjo populacional, um fluxo maior de pessoas que se deslocam diariamente por motivos de trabalho ou estudo.
O arranjo populacional de Aracaju constitui uma das 26 Grandes Concentrações Urbanas do Brasil. Em 2010, esse agrupamento de municípios tinha uma população de 926.399 habitantes, quase toda concentrada na Região Metropolitana.
De certa forma, todos os municípios do estado de Sergipe são integrados entre si em diferentes níveis, e dispõem de linhas de transporte público que ligam um grande número de cidades e povoados à capital estadual.
Alguns fatores condicionam a integração entre os municípios. A sede municipal de Laranjeiras, por exemplo, está mais próxima de Aracaju do que a da cidade de São Cristóvão, que faz parte da RMA. Itaporanga d'Ajuda coligou-se fisicamente com Aracaju graças à ponte Joel Silveira, intensificando, além do fluxo turístico entre os litorais dos dois municípios, os deslocamentos a trabalho e estudo. Deve-se destacar, também, que algumas regionalizações oficiais feitas pelo governo do Estado na área de educação (DRE) e na área de transportes intermunicipais (DER) englobam todos os nove municípios da Região de Planejamento da Grande Aracaju, em função da integração que há entre esses municípios pelo intenso fluxo de pessoas, bens e serviços, ainda que extrapole os limites da RMA.
Apesar do fluxo pendular que há entre esses 19 municípios sergipanos, a expansão urbana nessa área a partir do núcleo ao longo das décadas não foi muito abrangente, tendo-se limitado às regiões dos municípios de Nossa Senhora do Socorro, São Cristóvão e Barra dos Coqueiros mais próximas à capital.